# Tetragramma biblico

Evoluzione del tetragramma dall'alfabeto fenicio, all'aramaico antico, all'attuale ebraico

Il tetragramma biblico è la sequenza delle quattro lettere (greco: tetragràmmaton; τέτρα-, «quattro» e γράμματα, «lettere») ebraiche che compongono il nome proprio di Dio (detto in lingua latina theonymum), Yahweh, utilizzato nella Bibbia ebraica, il Tanakh, o per i cristiani l'Antico Testamento, in cui «il nome ricorre più di seimilaottocento volte».
L'esistenza di un teonimo in un contesto puramente monoteista è fonte di discussione.
Le quattro lettere del tetragramma sono in ebraico יהוה‎? (yod, he, waw, he, da leggersi da destra a sinistra). La traslitterazione più comune è: YHWH. Dato che nella lingua ebraica non si scrivono le vocali, il tetragramma biblico è costituito unicamente da consonanti.
Fin dall'epoca persiana, per un'interpretazione restrittiva del secondo dei dieci comandamenti, gli Ebrei considerano il tetragramma come troppo sacro per essere pronunciato e perciò la corretta vocalizzazione (l'interpolazione di vocali alle consonanti) delle quattro lettere del tetragramma è andata col tempo perduta. L'Ebraismo, quindi, ritiene persa la corretta pronuncia del nome sacro.
Coloro che seguono le tradizioni ebraiche conservatrici non pronunciano יהוה‎, ad alta voce o in silenzio mentalmente, né lo leggono traslitterato in altre lingue. La Halakhah (Legge ebraica) prescrive che il nome sia pronunciato come Adonai (quest'ultimo è anch'esso considerato un nome sacro, da usarsi solamente durante le preghiere), prescrivendo anche che per farvi riferimento si debba usare la forma impersonale haShem ("il Nome"). La parola è invece sostituita con altri termini divini, sia che si desideri invocare o fare riferimento al Dio di Israele. Un'altra forma sostitutiva ebraica comune, oltre alle già citate, è hakadosh baruch hu (“Il Santo Benedetto”).
A partire dal XVI secolo è nata una ricerca approfondita e vasta su come ricostruire ipoteticamente la pronuncia del tetragramma.
Basandosi sulle consonanti ebraiche, la pronuncia del tetragramma potrebbe essere vicino a Yahweh. I Samaritani, infatti, affermano che la pronuncia sia iabe. Alcune fonti patristiche, tuttavia, forniscono prove per la pronuncia greca iaō.
«Molti studiosi ritengono che il significato più appropriato possa essere "Egli porta all'esistenza ciò che esiste"» Hans Küng osserva che quel nome è «una dichiarazione sulla volontà di Dio, secondo l'interpretazione oggi fornita dai principali esegeti dell'Antico Testamento […] che esprime la sua esistenza dinamica […]». Il nome potrebbe anche derivare da un verbo che significa "divenire", "avvenire", "esistere" ed "essere".

## Origini

### Etimologia
Le lettere, appropriatamente lette da destra a sinistra (in ebraico biblico), sono:
| Ebraico | Nome della lettera | Pronuncia                                                   |
| ------- | ------------------ | ----------------------------------------------------------- |
| י       | Yod                | [j]                                                         |
| ה       | He                 | [h]                                                         |
| ו       | Waw                | [w], o segnaposto per vocale "O"/"U" (cfr. mater lectionis) |
| ה       | He                 | [h] (o spesso muta a fine parola)                           |
Esiste fra gli studiosi contemporanei un consenso che il nome "YHWH" sia un verbo derivato dalla radice triconsonantica dell'ebraico biblico היה‎ (h-y-h) – che significa "essere", "divenire", "avvenire" e che ha הוה‎ (h-w-h) come forma arcaica – con un prefisso y- in terza persona maschile. Si collega al passo Esodo 3:14 in cui Dio dà il suo nome come אֶהְיֶה אֲשֶׁר אֶהְיֶה‎ (ehyeh asher ehyeh), tradotto variamente come "Io sono colui che è", "Io sono colui che sono", "Sarò chi sarò" o ancora "Io sono io-sono" o "Diverrò ciò che deciderò di divenire", "Diverrò qualsiasi cosa mi aggradi".
יהוה con la vocalizzazione (niqqud) "Yahweh" potrebbe in teoria essere l'inflessione verbale hif'il (causativa) della radice HWH, con un significato del tipo "colui che induce a esistere" o "che dà la vita" (l'idea base della parola essendo "respirare" e quindi "vivere") o "Egli fa divenire". Come inflessione verbale qal (paradigma base), potrebbe significare "Colui che è, che esiste".

### Significato
Sono diverse le teorie sul significato del nome divino Yahweh.
Negli anni 1920, William Albright propose la teoria che il nome "Yahweh" è in realtà una abbreviazione della frase "yahweh (egli fa esistere) ašer (quello che) yihweh (esiste)", nella quale yahweh sarebbe la terza persona maschile singolare dell'imperfetto (aspetto, non tempo) del causativo del verbo hawah (forma arcaica del verbo ebraico hayah), e yihweh la parte corrispondente della forma semplice dello stesso verbo. Secondo la voce "Yahweh" (di data incerta) della Enciclopedia Britannica, molti studiosi hanno aderito a tale teoria, che però altri non accettano. Frank Moore Cross, discepolo di Albright, lui pure propone l'interpretazione causativa del nome "Yahweh", che secondo lui è una abbreviazione della frase yahweh ṣĕbaot (egli fa esistere gli eserciti celesti), frase che appare più di 200 volte nella Bibbia ebraica e di cui Cross rigetta l'interpretazione tradizionale: "Yahweh (o Signore) degli eserciti". David N. Freedman, altro discepolo di Albright, menziona altri ipotetici nomi di cui "Yahweh" potrebbe essere una forma abbreviata: ēl yahweh yiśrāʾēl (Dio fa esistere Israele), *ʾēl yahweh rûḥôt (Dio fa esistere i venti),
Il significato del tetragramma viene spesso messo in relazione con il passo del Libro dell'Esodo (3, 14) che contiene la frase אֶהְיֶה אֲשֶׁר אֶהְיֶה", ĕhyeh (Io sono o sarò, ecc.) ašer (quello che) "ĕhyeh". Lì il verbo ("esistere, essere") appare in prima persona e nella forma semplice o qal, non in quella causativa o hif'íl ("far esistere") ed è solitamente tradotto in italiano con "io sono". Cross propose che il testo originale fosse nella terza persona e nella forma hif'il: yahweh ašer yahweh; e Freedman considerò sufficiente mettere i verbi nella forma hif'il, cambiandone solo le vocali, e interpretare come equivalente a "io sono il creatore" la risultante frase, "io creo ciò che creo".
La Septuaginta rende la frase con Ἐγώ εἰμι ὁ ὤν (egṑ eimi ho ṑn), letteralmente "io sono l'esistente". Anticamente questa frase veniva intesa come indicazione dell'essenza metafisica di Dio. Gli esegeti contemporanei invece l'interpretano non come dichiarazione di Dio sulla sua esistenza statica, ma come promessa di essere attivamente o dinamicamente con Mosè e con il popolo d'Israele ("mostrarsi presente").
La maggioranza degli studiosi moderni non limitano il nome al senso causativo ma lo collegano con il raggio più vasto di significati del verbo, che nella forma qal significa essere, esistere, divenire, avvenire, avere l'esistenza e denota l'esistenza attiva di Dio a favore del suo popolo, come dichiara Dio in Esodo 3,14: "Io sono colui che sono" o "che sarò" o "che diventerò", ecc. È tipico dell'erudizione contemporanea mettere l'accento su tale esistenza attiva.
Michael S. Heiser indica vari motivi per considerare insicura l'interpretazione del nome "Yahweh" sulla base della sola forma causativa del verbo. I Testimoni di Geova, che hanno scelto l'interpretazione causativa, riconoscono che, data la varietà delle opinioni al riguardo, essa non può essere considerata certa.
Secondo G. H. Parke-Taylor, mentre non si può escludere che il nome divino abbia avuto origine dal senso causativo del verbo, tale significato fu poi sostituito dalla spiegazione etimologica di Esodo 3,14, con conseguente spostamento dell'enfasi dalle azioni di Dio alla sua continua presenza, nella sua libertà e nella sua sovranità, in mezzo al suo popolo. Nel 1978, il relativo studio di Hans Kosmala notò che il capitolo 3 di Esodo interpreta il nome "Yahweh" come espressione dell'esistenza attiva di Dio: "e nessun'altra spiegazione viene data né in tale capitolo né altrove [...] Nella Bibbia ebraica non si trova alcun elemento che possa suggerire la spiegazione del tetragramma proposta da Albright e da Freedman. E nel 2018 John I. Durham osserva: "Il nome speciale יהוה 'Yahweh' viene definito, nell'unica spiegazione che si dà nell'intero Antico Testamento, come affermazione della realtà dell'attiva esistenza del Dio d'Israele".
Alcuni studiosi affermano che la migliore spiegazione etimologica del nome "Yahweh" è quella che, sulla base di un'altra radice semitica, che significa "soffiare", identifica il dio degli Ebrei come dio della tempesta. Fra essi si trovano Julius Wellhausen e Thomas Römer, Jürgen van Oorschot e Markus Witte, B. Duhm, R. Eisler, W.O.E. Oesterly e T.H. Robinson, e T.J. Meek.
La Jewish Encyclopedia riporta:
Il tetragramma potrebbe anche significare "io mostrerò d'essere ciò che mostrerò d'essere" oppure "Io sono l'essenza dell'essere": il nome per indicare che Dio può manifestarsi nel tempo come tutto ciò che desidera e che attualmente è fuori del tempo.
Con ciò YHWH dice a Mosè di essere colui che è sempre presente a favore del suo popolo. Il nome di Dio assume così un doppio significato:
- storico-salvifico: io sono colui che è presente per salvare il mio popolo dalla schiavitù d'Egitto; si ritiene che tale significato sia il più fedele al contesto in cui il nome appare.
- metafisico: io sono colui che esiste di per sé; Dio rivela a Mosè di essere l'Essere in quanto essere. Tale significato è stato sviluppato in epoca cristiana, soprattutto nell'ambito della riflessione metafisica e ontologica. Infatti, le caratteristiche di YHWH corrispondono a quelle che Parmenide aveva definito per l'essere (immutabilità, incorruttibilità, eternità).[37]

Il teologo Hans Küng nel libro Dio esiste, paragrafo "L'unico Dio con un nome", fa un'ampia disamina sul significato del nome, esprimendo un punto diverso:
(Hans Kung)
Il significato del nome secondo Franz Rosenzweig è: Ich werde dasein, als der ich dasein werde.
Il filosofo ebreo Ernst Bloch afferma che "il Dio dell'Esodo non è statico come gli dei pagani", e ne deduce che il passo biblico Esodo 3:14 si traduce meglio con "Io sarò quello che sarò" in contrasto con la Biblia Sacra Vulgata del V secolo, dalla quale derivano o fanno riferimento le maggiori traduzioni successive, nella quale leggiamo "ego sum qui sum", e con le più diffuse traduzioni del testo masoretico Codex Leningradensis, nel quale leggiamo "אֶֽהְיֶ֑ה אֲשֶׁ֣ר אֶֽהְיֶ֖ה", ossia "'eh·yeh 'ă·šer 'eh·yeh", che viene spesso tradotto "Io sono chi io sono".. L'intenzione del filosofo è quella di proporre un contrasto con l'iscrizione "EI" del tempio di Apollo a Delfi, che secondo la sua "interpretazione mistico-numerica" si tradurrebbe "Tu sei"., continua Bloch, «nel senso dell'esistenza atemporale e immutabile del Dio.  'Ehjeh ašer 'ehjeh invece si presenta fin dalla prima apparizione di Jahvé un Dio della fine dei giorni, che ha nel futuro la propria qualità ontologica. Questo Dio-Fine e Omega sarebbe stato una stoltezza a Delfi, come in ogni religione il cui Dio non sia un Dio dell'esodo».
Altri ritengono oggi impossibile stabilire l'esatto significato

## Simbolismo numerico associato al tetragramma

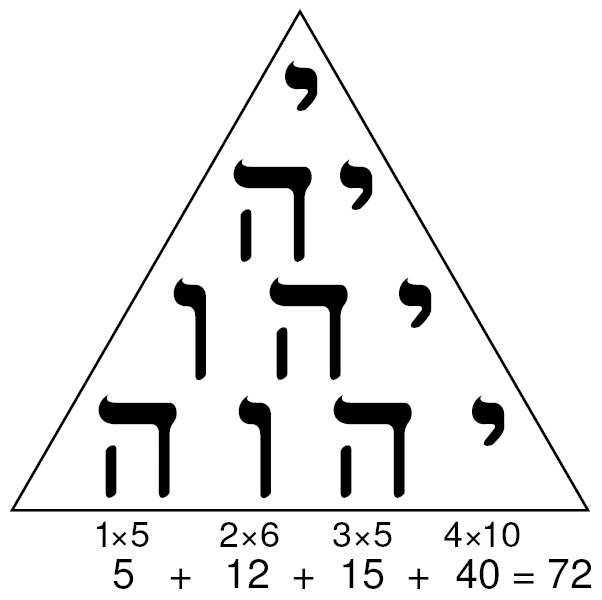
Rappresentazione gematrica del Tetragramma coi suoi valori numerologici: il valore gematrico del Tetragramma è 26 (10+5+6+5), ma con questa rappresentazione si può ottenere anche "72", che è un altro numero importante nelle Scritture.

L'utilizzo di numeri per indicare le divinità era comune nel mondo mesopotamico, per esempio Anu era il numero 60, Ea il 40, Sin il 30, Ishtar il 15, ecc. Questi numeri venivano semplicemente scritti al posto del nome della corrispondente divinità. Non deve quindi sorprendere che gli Israeliti abbiano cercato di stabilire con l'aiuto della gematria dei numeri che corrispondessero a YHWH. La soluzione più diretta è il numero 26, ma non meno importante è il 17 che si ottiene escludendo valori superiori al 9 nella corrispondenza con le lettere: in pratica il valore 10 assegnato alla lettera Y diventa 1. Questa forma compatta di gematria era molto diffusa. Il 17, poi, poteva essere ridotto a 1+7 o semplicemente 8. Secondo Israel Knohl, che fornisce molti esempi dell'uso biblico di questi numeri, anche il rito più sacro del culto ebraico, che veniva eseguito una volta l'anno per ottenere il perdono dei peccati, era governato da questa numerologia. Il sommo sacerdote, infatti, aspergeva con il dito intinto nel sangue delle due vittime una volta il lato orientale del propiziatorio più altre sette volte il davanti (Lv 16,14-15). Il rito equivaleva ad una duplice muta invocazione del nome di YHWH I numeri 17 e 26, inoltre, pervadono tutti i libri della Bibbia in un modo meno visibile, ma rigorosamente applicato quasi ovunque. Infatti, i numeri ottenuti contando le lettere o le parole delle pericopi bibliche sono quasi sempre multipli di 17 o di 26.
La tradizione cabbalistica afferma che la pronuncia corretta del tetragramma biblico è nota solo a una stretta cerchia di persone per ogni generazione, ma non ad altri. In opere cabalistiche successive a volte si fa riferimento al tetragramma col nome Havayah—in ebraico הוי'ה‎?, che significa "il Nome dell'Essere/Esistenza". Questo nome serve anche quando c'è bisogno di far riferimento specificamente al Nome scritto; parimenti, "Shem Adonoot," che significa "il Nome d'Autorità" può essere usato per riferirsi specificamente al nome parlato "Adonai".
Moshe Chaim Luzzatto, l'albero del tetragramma "si dispiega" secondo la natura intrinseca delle sue lettere, "nello stesso ordine in cui appaiono nel Nome, nel mistero del dieci e nel mistero del quattro." Pertanto, l'apice superiore della lettera Yod è Arich Anpin (emanazione divina) e il corpo principale di Yod è Abba; la prima lettera Hei è Imma (Madre); la Vav è Zeir Anpin e la seconda Hei è Nukvah. Si sviluppa in questo ordine succitato e "nel mistero delle quattro espansioni" che sono costituite dalle seguenti grafie delle lettere:
ע"ב/`AV : יו"ד ה"י וי"ו ה"י, chiamato "`AV" secondo il suo valore ghematrico ע"ב=70+2=72.
ס"ג/SaG: יו"ד ה"י וא"ו ה"י, ghematria 63.
מ"ה/MaH: יו"ד ה"א וא"ו ה"א, ghematria 45.
ב"ן/BaN: יו"ד ה"ה ו"ו ה"ה, ghematria 52.
Luzzatto riassume: "In conclusione, tutto quello che esiste si fonda sul mistero di questo Nome e sul mistero di queste lettere che lo compongono. Ciò significa che tutti gli ordini e leggi differenti sono estratti e sottesi a queste quattro lettere. Questo non è un particolare percorso ma piuttosto un sentiero generale, che include tutto ciò che esiste nelle Sefirot in tutti i loro dettagli e che mette ogni cosa sotto al suo ordine."
Un altro parallelo connette le quattro lettere del tetragramma con i Quattro Mondi: il carattere י è associato ad Atziluth, la prima ה con Beri'ah, il carattere ו con Yetzirah, e quello finale ה con Assiah.
Ci sono quelli che credono che la tetraktys e i suoi misteri abbiano influenzato i primi cabalisti. Una tetraktys ebraica in modo simile mostra le lettere del tetragramma iscritte sulle dieci posizioni del triangolo, da destra a sinistra. Si sostiene che l'Albero della vita cabalistico, con le sue dieci sfere di emanazione, sia in qualche modo collegato alla tetraktys, ma la sua forma non è quella di un triangolo. La scrittrice esoterista Dion Fortune dice:
"Il punto è assegnato a Kether;
la linea a Chokhmah;
il piano bidimensionale a Binah;
di conseguenza il solido tridimensionale tocca naturalmente a Chesed."
(Il primo solido tridimensionale è il tetraedro.)
Il rapporto tra le forme geometriche e le prime quattro Sefirot è analogo alle correlazioni geometriche della tetraktys e sottolinea la pertinenza dell'Albero della Vita con la tetraktys.

## Pronuncia
La pronuncia più vastamente accettata del tetragramma (YHWH) è Yahweh. Una delle prime testimonianze cristiane in tal senso è Clemente Alessandrino (150-215) negli Stromati. L'esegeta benedettino Genebrardus (Francia, 1535–1597) propose la pronuncia Jahve basandosi sull'asserzione di Teodoreto che i Samaritani usassero la pronuncia Iabe. Il biblista Arthur Lukyn Williams (1853-1943) asserì che la pronuncia del tetragramma dovesse essere Yaho o Yahu basandosi sui nomi teofori della Bibbia ebraica (Tanakh) che terminano in YHW.
Alla maggioranza degli ebrei comunque era proibito pronunciare o persino scrivere l'intero tetragramma. In assenza di una vocalizzazione precisa, ogni traduttore moderno deve comunque usare un certo criterio per inserire nel tetragramma le vocali che permettano di leggerlo in una delle lingue correnti. Nelle edizioni odierne della Bibbia il nome può essere pertanto trascritto in vari modi, a seconda delle ipotesi sottese.
Le vocalizzazioni più conosciute sono:
- A E (Yahweh, da cui, in italiano, Jahvè)
- E O A (Yehowah, da cui, in italiano, Geova)

È accettata la vocalizzazione A E, che fa riferimento al testo del capitolo 3 del libro dell'Esodo in cui Dio rivela il suo nome a Mosè. In questo caso dal testo si evince che יהוה è una forma arcaica del verbo essere in ebraico (hawah, moderno hajah), significante "Egli è", in una forma causativa del verbo.
La vocalizzazione O A I sembra molto forzata.
Forzata è anche la vocalizzazione I I, che deriverebbe da un'altra trascrizione (יי). Si tenga poi presente che la lettera vav (ו), una volta vocalizzata in O o U, perde il suono V per assumere un suono puramente vocalico, quindi il tetragramma potrebbe essere una sequenza di soli suoni vocalici.
In tempi recenti, George W. Buchanan, professore emerito del Wesley Theological Seminary di Washington, sulla base di alcuni nomi ebraici di persone o luoghi contenuti nelle scritture che mantengono una forma abbreviata del nome divino, afferma: "Nella dozzina di nomi biblici che incorporano il nome divino, questa vocale mediana ['o'] appare sia nell'originale sia nelle forme accorciate, come per Jehonathan e Jonathan. In nessun caso viene omessa la vocale u o o. La parola era a volte abbreviata con 'Ya', ma mai come 'Ya-weh'... Quando il tetragramma veniva pronunciato come singola sillaba, era 'Yah' o 'Yo'. Quando era pronunciata in tre sillabe, doveva essere 'Yahowah' o 'Yahuwah'. Se mai venne abbreviata in due sillabe, avrebbe dovuto essere 'Yaho'." Afferma inoltre: "Tale [Yehowah] è la pronuncia corretta del tetragramma, come viene reso chiaro dalla pronuncia dei nomi propri nel Primo Testamento (PT), in poesia, nei documenti aramaici del quinto secolo, nelle traduzioni greche del nome sui Rotoli del Mar Morto e nella patristica".

### Vocalizzazione tiberiense

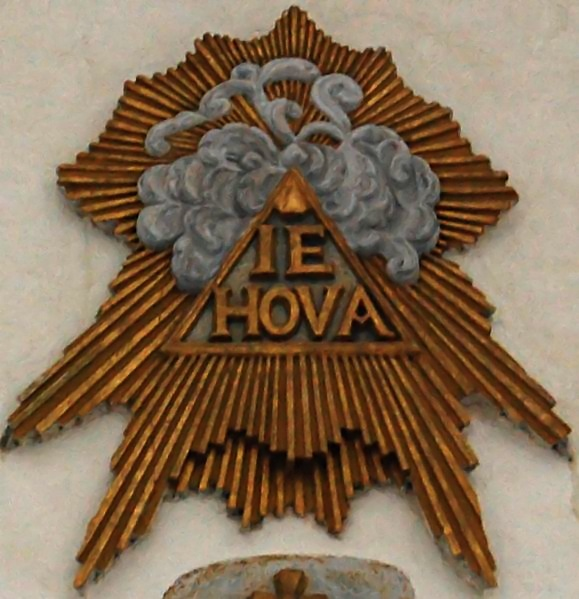
La vocalizzazione Jhwh con le vocali di Adonai scritta su una chiesa norvegese

#### Punteggiatura vocalica
Il testo consonantico originale della Bibbia ebraica era, molti secoli dopo, fornito di segni vocali dai Masoreti per aiutarne la lettura. Nei punti in cui le consonanti del testo da leggere (il Qere) differiva dalle consonanti del testo scritto (il Ketiv), i Masoreti scrissero il Qere ai margini come nota che dimostrava come si doveva leggere. In tal caso le vocali del Qere erano scritte sul Ketiv. Per alcune parole più frequenti la nota a margine veniva omessa: questa forma si chiama Q`re perpetuum.
Uno di questi casi frequenti fu il tetragramma, che secondo l'osservanza ebraica antica non doveva essere pronunciato, ma letto come "Adonai" ("Mio Signore") oppure, se la parola precedente o quella successiva era già "Adonai" o "Adoni", bisognava leggerla come "Elohim" ("Dio"). Questa combinazione produce יְהֹוָה e יֱהֹוִה rispettivamente, parole obsolete che si rendono con "yehovah" e "yehovih" rispettivamente. I manoscritti più antichi completi o quasi completi del Testo Masoretico del Tanakh con la vocalizzazione tiberiense, quale il Codex Aleppo e il Codex Leningradensis, entrambi del X o XI secolo, in gran parte riportano יְהוָה (yehvah), senza punto sotto la prima H; ciò potrebbe essere perché il punto diacritico della o non gioca un ruolo utile nel distinguere tra Adonai e Elohim (e quindi è ridondante), o potrebbe indicare che il Qere è "Shema", che è l'aramaico de "il Nome".

#### Semivocali consonantiche

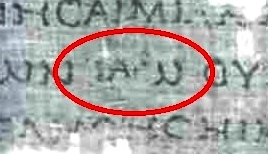
Trascrizione del Nome Divino come ΙΑΩ nel manoscritto Septuaginta del I secolo 4Q120

In ebraico antico, la lettera ו, nota a locutori ebrei moderni come vav, era una semivocale /w/ (come per l'inglese e non per il tedesco) piuttosto che una /v/. La lettera, nel mondo accademico, viene indicata come waw, e conseguentemente in ebraico יהוה‎? è rappresentato nei testi accademici come YHWH.
Nell'ebraico biblico non punteggiato, gran parte delle vocali non vengono scritte e quelle che vengono scritte sono ambigue, poiché le lettere vocali sono usate anche come consonanti (simile all'uso latino di V per indicare sia V sia U - cfr. matres lectionis per dettagli). Per pari ragioni, la comparsa del tetragramma in due papiri scritti in egizio del XIII secolo p.e.v. non getta luce sulla pronuncia originale. Pertanto in generale è difficile dedurre come una parola venga pronunciata basandosi solo sulla sua grafia, e il tetragramma ne è esempio particolare: due delle sue lettere possono servire come vocali, e due sono segnaposti vocalici, non pronunciabili. Pertanto il filosofo e storico del I secolo Flavio Giuseppe ebbe a dire che il nome sacro di Dio consiste di "quattro vocali".
In nessuno dei due papiri il nome Yahu è posto in relazione con il popolo degli Israeliti o con la terra palestinese.
Questa difficoltà si verifica anche in greco nella trascrizione di parole ebraiche, perché al greco manca una lettera che rappresenti la consonante "y" e (dalla perdita del digamma) di una lettera "w", causando la trascrizione in greco delle consonanti ebraiche "yod" e "waw" come vocali. Inoltre, la "h" non iniziale provocò difficoltà ai greci e spesso rischiava di essere omessa; χ (chi) era pronunciata come "k" + "h" (come nell'hindi moderno "lakh", cioè लाख) e non poteva essere usata per rappresentare "h", come nel greco moderno Χάρρι = "Harry", per esempio.

### Adonai

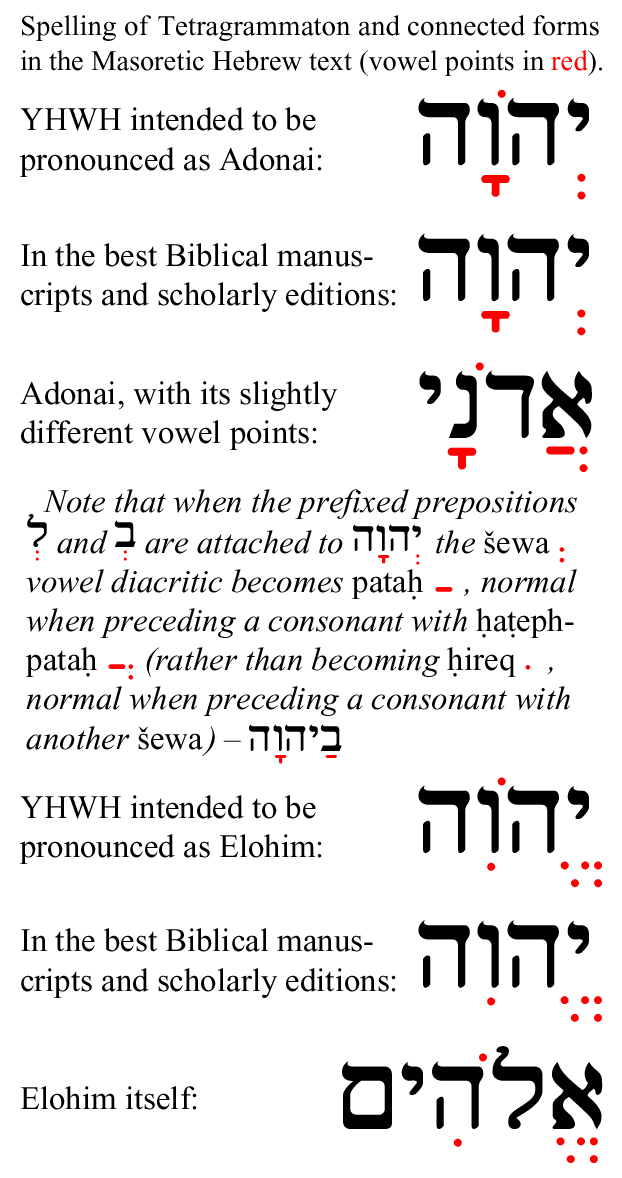
Ortografia del tetragramma e forme connesse nel testo ebraico masoretico della Bibbia, con i punti vocalici mostrati in rosso

Le vocalizzazioni di יְהֹוָה (Yehowah) e אֲדֹנָי (Adonai) non sono identiche. Lo scevà in YHWH (la vocale  ְ  sotto la prima lettera) e la hataf patakh in 'DNY (la vocale  ֲ  sotto la sua prima lettera) appaiono differenti. La vocalizzazione può essere attribuita alla fonologia dell'ebraico biblico, dove la hataf patakh è grammaticalmente identico allo scevà, rimpiazzando sempre ogni sceva naḥ sotto una lettera velare. Poiché la prima lettera di אֲדֹנָי è una velare, mentre non lo è la prima lettera di יְהֹוָה, la hataf patakh sotto aleph (velare) torna a essere uno scevà regolare sotto alla lettera (nonvelare) yod.
La tabella qui sotto considera rispettivamente i punti vocalici di יְהֹוָה (Yehowah) e di אֲדֹנָי (Adonai):
| Parola ebraica #3068 YEHOVAH יְהֹוָה | Parola ebraica #3068 YEHOVAH יְהֹוָה | Parola ebraica #3068 YEHOVAH יְהֹוָה | Parola ebraica #136 ADONAY אֲדֹנָי | Parola ebraica #136 ADONAY אֲדֹנָי | Parola ebraica #136 ADONAY אֲדֹנָי |
| --------------------------------- | --------------------------------- | --------------------------------- | ------------------------------- | ------------------------------- | ------------------------------- |
| (HE)                              | Yod                               | Y                                 | א                               | Aleph                           | occ. glottidale sorda           |
| ְ                                  | Sh'wa semplice                    | E                                 | ֲ                                | Hataf Patah                     | A                               |
| ה                                 | Heh                               | H                                 | ד                               | Daleth                          | D                               |
| .                                 | Holem                             | O                                 | .                               | Holem                           | O                               |
| ו                                 | Waw                               | W                                 | נ                               | Nun                             | N                               |
| ָ                                  | Kametz                            | A                                 | ָ                                | Kametz                          | A                               |
| ה                                 | Heh                               | H                                 | י                               | Yod                             | Y                               |

Da notare nella tabella sopra che la "sh'wa semplice" di Yehowah e la hatef patah di Adonai non sono la stessa vocale. La stessa informazione viene mostrata nell'immagine a destra (in inglese), dove si intende che YHWH debba essere pronunciato come Adonai ("YHWH intended to be pronounced as Adonai"), e Adonai stesso mostra i suoi punti vocalici leggermente differenti ("Adonai, with its slightly different vowel points").

### Yehowah o Jehowah (Geova)

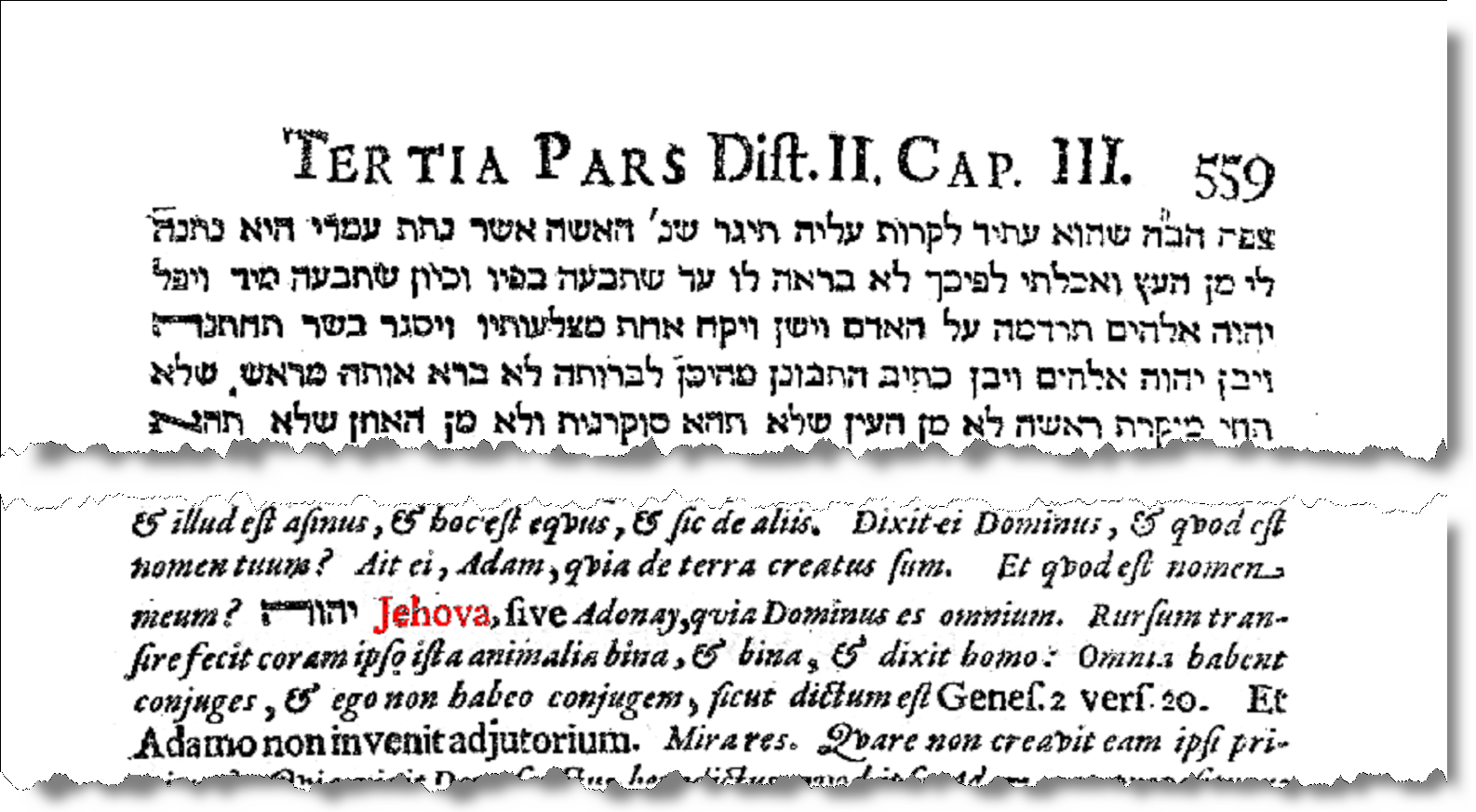
Estratto (p. 559) dal Pugio fidei di Raimondo Martí (1270)

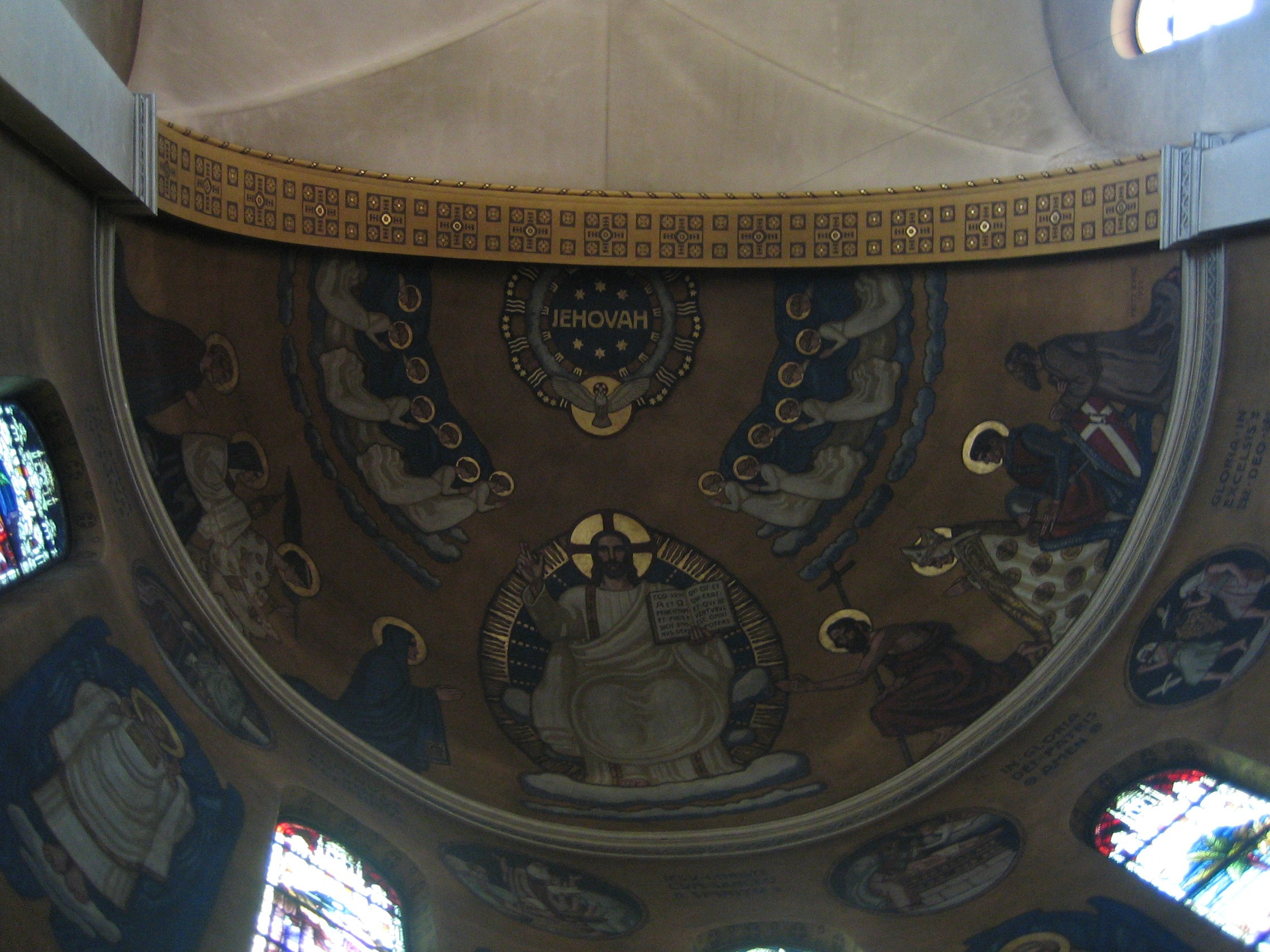
Il nome Jehovah nella chiesa cattolica di San Martino a Olten (Svizzera)

"Jehovah" (dʒɨˈhoʊvə) è un adattamento dell'ebraico יְהֹוָה, vocalizzazione del tetragramma. "Geova" è stata una delle forme di יְהֹוָה largamente diffuse nella letteratura e nell'esegesi italiane, specie prima che gli studiosi abbandonassero il suo uso. Come spiegato nella sezione precedente, le consonanti del tetragramma, e i punti vocalici di יְהֹוָה sono simili, ma non esattamente gli stessi, dei punti vocalitici presenti in Adonai, "Signore".
La maggioranza dei biblisti credono che "Jehovah" sia una tarda (c. 1100 e.v.) forma ibrida derivata dalle lettere latine JHVH con le vocali di Adonai. La vocalizzazione storica andò persa perché nell'ebraismo del Secondo Tempio, durante i secoli III e II p.e.v., la pronuncia del tetragramma venne evitata, sostituendola con Adonai ("Mio Signore"). Il consenso degli esegeti è che la vocalizzazione storica del tetragramma al tempo della redazione della Torah (VI secolo p.e.v.) sia quasi sicuramente Yahweh. Tuttavia c'è del disaccordo. Alcuni testi della tarda antichità (V secolo) possono essere relazionati sia con "Yahweh" sia con "Jehovah". E c'è chi afferma che la pronuncia corretta sia "Jehovah".
I primi testi che contengono יְהֹוָה, con la fonetizzazione ottenuta dal testo masoretico, sono stati scritti nel 1270 ("Jehova"), stessa forma nel 1707,
1546 ("Ieova"),
1561 ("Iehova")
1721 ("Jehovah"). Studiosi cattolici hanno talvolta usato questo nome nei secoli passati (ma solo in versioni di studio, mai nella preghiera o nella liturgia o nel catechismo) come la fonetizzazione di un nome di Dio nella Bibbia anche se, sostenendo che è filologicamente errato, ne hanno progressivamente abbandonato l'uso, sostituendolo con Yahweh o preferendo non vocalizzare affatto il tetragramma, secondo l'antica tradizione ebraica.
"Jehovah" venne diffuso nel mondo anglofono da William Tyndale e altri traduttori inglesi protestanti, e viene ancora usato nella (EN)  New World Translation. Ma non è più usato nelle traduzioni inglesi mainstream, usando invece Signore/Lord e indicando generalmente che il corrispondente ebraico è Yahweh o YHWH.
La Jewish Encyclopedia (1908) ritiene filologicamente errata la forma "Jehovah", come riportato alla rispettiva voce:
(Jewish Encyclopedia, voce Jehovah)

### Yahweh (Jahvè)

Punteggiatura ebraica di YHWH (= Yahweh) secondo Wilhelm Gesenius

L'esegeta ed ebraista Wilhelm Gesenius (1786–1842) sosteneva che la punteggiatura ebraica יַהְוֶה, che viene traslitterata in molte lingue con "Yahweh" (che si pronuncerebbe [Iahwe] – in Italiano Y = I come pronuncia), potrebbe rappresentare più accuratamente la pronuncia del tetragramma in contrasto con la punteggiatura ebraica biblica "יְהֹוָה", da cui deriva il nome inglese "Jehovah". La sua proposta di leggere YHWH con "יַהְוֶה" (si veda l'immagine a sinistra) era basata in gran parte su varie trascrizioni greche, come ιαβε, che risaliva ai primi secoli dell'era volgare, ma anche su forme di nomi teoforici. Nel suo Hebrew Dictionary, Gesenius supporta "Yahweh" (che verrebbe pronunciato [jahwe], con la lettera finale muta) a causa della pronuncia samaritana Ιαβε riportata da Teodoreto, e afferma che i prefissi teofori YHW [jeho] e YH [jo] possono essere spiegati come derivanti dalla forma "Yahweh". Oggigiorno molti studiosi accettano la proposta di Gesenius che legge YHWH come יַהְוֶה. Tale proposta venne accettata come la migliore ortografia ebraica del tetragramma ricostruita da esegeti. La pronuncia Yahweh è inoltre riportata da Clemente Alessandrino, che ne deriva la fonetizzazione dal verbo essere in ebraico, legato anche a un'interpretazione di Esodo 3. Alcuni biblisti tuttavia nutrono dubbi su questi precedenti. Franz Delitzsch (1877) invece preferisce "יַהֲוָה" (yahavah), mentre nel Dizionario della Bibbia del 1863, William Smith preferisce la forma "יַהֲוֶה" (yahaveh).

### Nomi teoforici
Yeho o "Yehō-" è la forma di prefisso per "YHWH" usata nei nomi teoforici in ebraico; anche il suffisso "Yahū" o "-Yehū" è altrettanto comune. Questo ha generato due opinioni:
1. In tempi passati (almeno da c. 1650 e.v.), la pronuncia del prefisso "Yehō-" era a volte connessa con l'intera pronuncia "Yehova" derivata dal combinare i punti vocalici masoretici per "Adonai" col tetragramma consonantico YHWH.
2. Recentemente, poiché "Yahweh" sembra essere una forma verbale imperfettiva, "Yahu" è la forma breve del corrispondente passato remoto o iussivo: si confronti yiŝtahaweh (imperfettivo), yiŝtáhû (forma breve di passato remoto o iussivo) = "rendere omaggio".[75]

Coloro che sostengono l'argomento 1 di cui sopra, sono: George Wesley Buchanan su Biblical Archaeology Review; William Smith nel suo A Dictionary of the Bible (1863); la Sezione nr. 2:1 de The Analytical Hebrew & Chaldee Lexicon (1848) nel rispettivo articolo "הוה".
Il secondo argomento poggia su basi grammaticali, poiché abbreviare con "Yahw" finirebbe per essere "Yahu" o simili, e forme del tipo Yo (יוֹ) contrazione di Yeho (יְהוֹ) e il suffisso "-yah", come anche "Yeho-" o "Yo" possono sicuramente essere spiegate quali derivative di "Yahweh" piuttosto che "Yehovah".

## Riscontri testuali
La più antica attestazione del nome divino come Dio degli israeliti è la stele del re moabita Mesha. Nel millennio precedente, tuttavia, il nome compare in papiri egiziani e iscrizioni, in cui sembra associato a toponimi nel'area del Sinai. Dato che proprio questa è l'area in cui il nome fu rivelato a Mosè e in cui Dio si rivelò al popolo ebraico durante l'Esodo, alcuni studiosi ipotizzano che il nome IHWH fosse quello della divinità suprema dei madianiti e dei keniti che abitavano il territorio fra il monte Sinai, il monte Seir e il Paran. Altri studiosi hanno cercato di trovare tracce del nome divino in antichi testi ugaritici ed eblaitici.

### Iscrizioni antiche

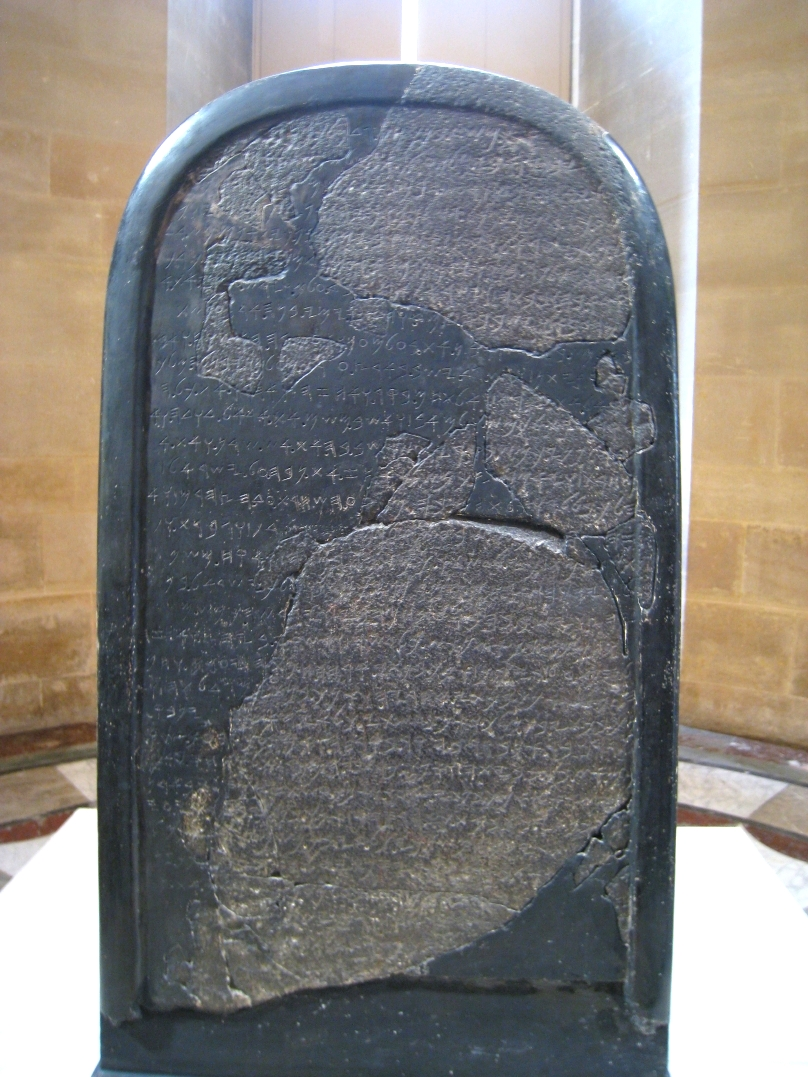
La Stele di Mesha riporta il primo riferimento (840 a.C.) al Dio Israelita Yahweh

L'iscrizione più antica del tetragramma risale all'anno 840 p.e.v., sulla Stele di Mesha. Riporta il primo riferimento extrabiblico accertato del Dio israelita Yahweh. Un'iscrizione del tetragramma in caratteri ebraici, risalente al VI secolo p.e.v., fu rinvenuta su due scrolli d'argento nel sito archeologico di Ketef Hinnom, nell'area della Città Vecchia di Gerusalemme.

### Rotoli del Mar Morto
Nei Manoscritti del Mar Morto e altri testi ebraici e aramaici, il tetragramma e alcuni altri nomi di Dio nell'ebraismo (come El o Elohim) venivano a volte scritti in alfabeto paleoebraico, dimostrando di essere considerati speciali. I membri della comunità del Qumran erano consapevoli dell'esistenza del tetragramma, ma ciò non equivaleva a concederne l'autorizzazione a pronunciarlo o usarlo altrimenti. Questo è dimostrato non solo dal trattamento speciale del tetragramma nel testo, ma dalla raccomandazione registrata nella "Regola di Associazione": "Chi si ricorderà del nome più glorioso, che è sopra tutti [...]".
I manoscritti ritrovati a Qumran attestano tre diverse modalità di scrivere il tetragramma, soprattutto in citazioni bibliche: in alcuni manoscritti è riportato in scrittura paleoebraica, in altri in scrittura quadrata, in altri ancora è rimpiazzato da quattro punti o trattini (tetrapuncta). Nel manoscritto nr. 4Q248 i quattro punti sono sostituiti da barre.
I copisti apparentemente usavano il tetrapuncta per ammonire contro la pronuncia del nome di Dio. La maggioranza dei nomi divini, infatti, furono pronunciati fino al II secolo p.e.v.. Poi, man mano che si sviluppava la tradizione di non pronunciare i nomi, apparvero alternative del tetragramma, come Adonai, Kyrios e Theos.
Il 4Q120, frammento greco di Levitico 26:2-16 scoperto nei Manoscritti del Mar Morto (Qumran) ha ιαω ("Iao"), la forma greca del trigramma aramaico YHW. Lo storico Giovanni Lido (VI secolo) scrisse: "Il romano Varrone [116–127 p.e.v.] nel definirlo [il dio ebraico] dice che sia chiamato Iao nei misteri Caldei" (De Mensibus IV 53). George Van Cooten asserisce che Iao è una delle "designazioni specificamente ebraiche di Dio" e "i papiri aramaici degli ebrei di Elefantina mostrano che 'Iao' è un termine originale ebraico".
L'ultima vocale del nome Ιαω è lunga (omega); la vocale ι è breve e la α lunga, come dimostrano i versi citati in Macrobio, Saturnalia.

#### Manoscritti contenenti il nome divino
La tabella qui sotto presenta tutti i manoscritti in cui il tetragramma è scritto in caratteri paleoebraici o in caratteri quadrati e tutti i manoscritti in cui i copisti hanno usato tetrapuncta.
| PALEOEBRAICO                                                                                         | QUADRATO                                                      | TETRAPUNCTA                                           |
| --- | ------------------------------------------------------------- | ----------------------------------------------------- |
| 1Q11 (1QPsb) 2–5 3                                                                                   | 2Q13 (2QJer)                                                  | 1QS VIII 14                                           |
| 1Q14 (1QpMic) 1–5 1, 2                                                                               | 4Q27 (4QNumb)                                                 | 1QIsaa (Rotolo di Isaia) XXXIII 7, XXXV 15            |
| 1QpHab (Commentario di Abacuc) VI 14; X 7, 14; XI 10                                                 | 4Q37 (4QDeutj)                                                | 4Q53 (4QSamc) 13 III 7, 7                             |
| 1Q15 (1QpZeph) 3, 4                                                                                  | 4Q78 (4QXIIc)                                                 | 4Q175 (4QTest) 1, 19                                  |
| 2Q3 (2QEsodob) 2 2; 7 1; 8 3 (link: The Dead Sea Scrolls - B-284856 The Dead Sea Scrolls - B-278362) | 4Q96 (4QPso                                                   | 4Q176 (4QTanḥ) 1–2 i 6, 7, 9; 1–2 ii 3; 8–10 6, 8, 10 |
| 3Q3 (3QLam) 1 2                                                                                      | 4Q158 (4QRPa)                                                 | 4Q196 (4QpapToba ar) 17 i 5; 18 15                    |
| 4Q20 (4QEsodoj) 1–2 3                                                                                | 4Q163 (4Qpap pIsac) I 19; II 6; 15–16 1; 21 9; III 3, 9; 25 7 | 4Q248 (Storia dei re della Grecia) 5                  |
| 4Q26b (4QLevg) linea 8                                                                               | 4QpNah (4Q169) II 10                                          | 4Q306 (4QUomini del Popolo Che Errano) 3 5            |
| 4Q38a (4QDeutk2) 5 6                                                                                 | 4Q173 (4QpPsb) 4 2                                            | 4Q382 (4QparaRe et al.) 9+11 5; 78 2                  |
| 4Q57 (4QIsac)                                                                                        | 4Q177 (4QCatena A)                                            | 4Q391 (4Qpap Pseudo-Ezechiele) 36, 52, 55, 58, 65     |
| 4Q161 (4QpIsaa) 8–10 13                                                                              | 4Q215a (4QTempo della Giustizia)                              | 4Q462 (4QNarrazione C) 7; 12                          |
| 4Q165 (4QpIsae) 6 4                                                                                  | 4Q222 (4QJubg)                                                | 4Q524 (4QTb) 6–13 4, 5                                |
| 4Q171 (4QpPsa) II 4, 12, 24; III 14, 15; IV 7, 10, 19                                                | 4Q225 (4QPsJuba)                                              | XḤev/SeEschat Hymn (XḤev/Se 6) 2 7                    |
| 11Q2 (11QLevb) 2 2, 6, 7                                                                             | 4Q365 (4QRPc)                                                 |                                                       |
| 11Q5 (11QPsa)                                                                                        | 4Q377 (4QPentateuco Apocrifo B) 2 ii 3, 5                     |                                                       |
| | 4Q382 (4Qpap paraRe)                                          |                                                       |
| | 11Q6 (11QPsb)                                                 |                                                       |
| | 11Q7 (11QPsc)                                                 |                                                       |
| | 11Q19 (Rotolo del Tempio) (11QTa)                             |                                                       |
| | 11Q20 (11QTb)                                                 |                                                       |
| | 11Q11 (11QapocrPs)                                            |                                                       |

#### Datazione di alcuni manoscritti che riportano il tetragramma in modalità diverse
La data della composizione è una stima secondo Peter Muchowski, come riportato in "Commentaries to the Manuscripts of the Dead Sea" di Emmanuel Tov in "Scribal Practices and Approaches, Reflected in the Texts Found in the Judean Desert", Leiden, Brill 2004. In questi manoscritti l'uso dei tetrapuncta sembra precedere l'uso esplicito del tetragramma.
| Manoscritti in blu hanno il tetragrammaton indicato con tetrapuncta     |
| Manoscritti in verde hanno il tetragramma scritto in paleoebraico       |
| Manoscritti in rosso hanno il tetragramma scritto in caratteri quadrati |

I numeri sulla linea orizzontale indicano l'anno approssimativo in cui furono prodotti i manoscritti.

### Papiri magici
L'ortografia del tetragramma appare tra le molte combinazioni e permutazioni di nomi di potenti agenti che si riscontrano nei papiri magici ebraici ritrovati in Egitto. Una di queste forme è l'eptagramma ιαωουηε, che raccoglie tutte le vocali dell'alfabeto greco. Nei papiri magici ebraici, Iave e Iαβα Yaba appaiono frequentemente.
Si riscontra Yawe nella lista cristiana etiope dei nomi magici di Gesù, che si suppone fossero stati da lui insegnati ai discepoli.

### Testi classici della Bibbia ebraica

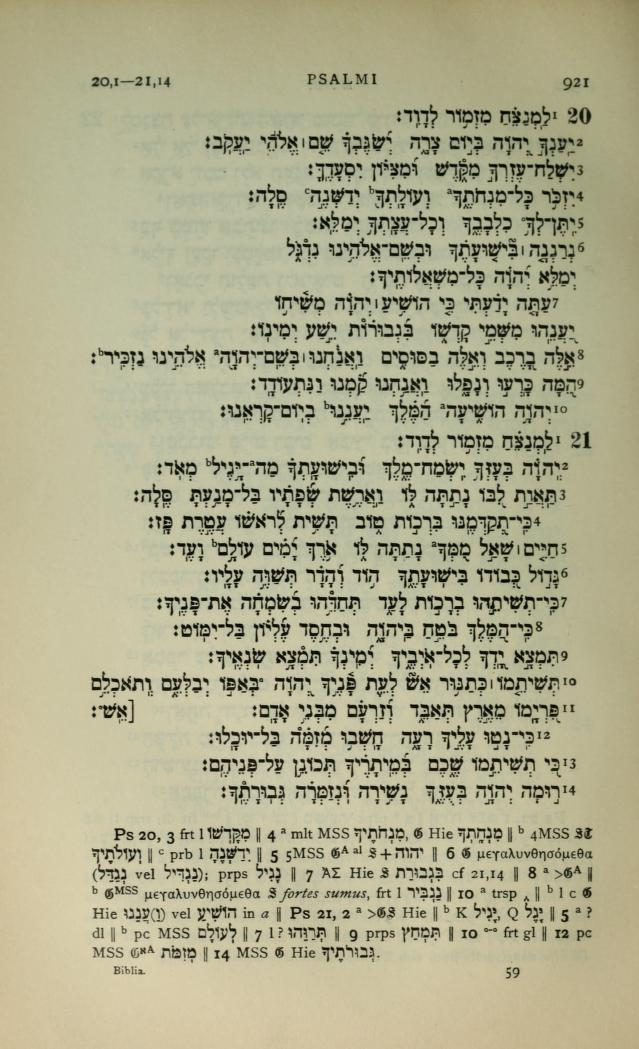
Pagina della Biblia Hebraica di Rudolf Kittel, coi Salmi 20-21

Nella Bibbia ebraica (=Tanakh), il tetragramma appare 6 828 volte, come si può rilevare dalla Biblia Hebraica (BHK) e Biblia Hebraica Stuttgartensia (BHS). Inoltre, ai margini riporta note (Masorah) a indicare che in 134 punti i soferim (scribi) ebrei alterarono il testo originale ebraico da YHWH a Adonai e in 8 posti a Elohim, che aggiungerebbe 142 riscontri al succitato numero iniziale. La presenza del nome divino in Zaccaria 9:4 nel frammento 8HevXII b (LXXVTS10b) conferma queste alterazioni. Secondo il Lexicon Brown-Driver-Briggs, יְהֹוָה (Qr אֲדֹנָי) appare 6 518 volte, e יֱהֹוִה (Qr אֱלֹהִים) appare 305 volte nel Testo Masoretico.
La forma breve Jah appare 50 volte: 43 volte nei Salmi, una volta in Esodo 15:2;17:16; Isaia 12:2;26:4, e due volte in Isaia 38:11. Nel Cantico dei cantici 8:6 compare nell'espressione šalehebeteja, "la fiamma di Jah". Questa forma abbreviata Jah compare anche nel Nuovo Testamento nella parola greca Ἀλληλουϊά (hallelujah) in Apocalisse 19:1–6.
Il nome di Dio si trova nella Bibbia anche come componente di nomi teoforici ebraici. Alcuni potrebbero aver avuto la forma prefissa: "jô-" oppure "jehô-" (29 nomi), e altri i suffissi: "jāhû" o "jāh" (127 nomi). Un nome è la forma di jehô come seconda sillaba (Elioenaj, ebr. ʼelj(eh)oʻenaj). Studi onomastici indicano che i nomi teoforici contenenti il tetragramma erano molto popolari durante la monarchia (VIII e VII secolo p.e.v.). I nomi popolari col prefisso jô-/jehô- diminuirono, mentre il suffisso jāhû-/jāh- aumentò.
Il nome divino compare per la prima volta nel testo ebraico in Genesi 2:4 e compare più o meno frequentemente in tutti gli altri libri della Tanach, tranne Ecclesiaste, il Libro di Ester e il Cantico dei cantici.
Nel Libro di Ester il tetragramma non appare, ma è presente in quattro punti diversi come acrostico nel testo ebraico: le lettere iniziali di quattro parole in successione includono YHWH. Queste lettere vennero distinte in almeno tre antichi manoscritti ebraici in rosso. Un altro acrostico che contiene il tetragramma compone le prime quattro lettere di Salmi 96:11.
Qui sotto un grafico del numero di casi in cui il tetragramma appare nei vari libri del Testo Masoretico.

#### Codex Leningradensis
Sei grafie del tetragramma in ebraico sono presenti nel Codex Leningradensis del 1008–1010, come viene mostrato più sotto. I dati nella colonna "Trascrizione primaria" non intendono indicare come dovesse essere pronunciato il Nome dai Masoreti, ma come la parola dovesse essere pronunciata se letta senza q`re perpetuum (cfr. nota 31).
| Capitolo & versetto | Grafia (HE)      | Trascrizione primaria | Rif.    | Spiegazione |
| ------------------- | ---------------- | --------------------- | ------- | --- |
| Genesi 2:4          | in ebraico יְהוָה‎? | Yǝhwāh                | [ 157 ] | Questo è il primo caso in cui appare il tetragramma nella Bibbia ebraica e mostra la serie di vocali più comuni usata nel Testo Masoretico. È la stessa forma usata in Genesi 3:14 più sotto, ma senza il punto sopra la holam/waw, perché sarebbe un po' ridondante. |
| Genesi 3:14         | in ebraico יְהֹוָה‎? | Yǝhōwāh               | [ 159 ] | Questa è una serie di vocali raramente usata nel Testo Masoretico: sono essenzialmente le vocali di Adonai (con la hataf patah che ritorna al suo stato naturale di sh'wa).                                                                                           |
| Giudici 16:28       | in ebraico יֱהֹוִה‎? | Yĕhōwih               | [ 161 ] | Quando il tetragramma viene preceduto da Adonai, riceve invece le vocali dal nome Elohim. La hataf segol non ritorna a essere una sh'wa perché farlo potrebbe creare confusione con le vocali di Adonai.                                                              |
| Genesi 15:2         | in ebraico יֱהוִה‎? | Yĕhwih                | [ 163 ] | Come sopra, questo usa le vocali di Elohim, ma come per la seconda versione, viene omesso il punto sopra alla holam/waw poiché ridondante. |
| 1 Re 2:26           | in ebraico יְהֹוִה‎? | Yǝhōwih               | [ 165 ] | Qui è presente il punto sopra la holam/waw, ma la hataf segol ritorna a essere sh'wa. |
| Ezechiele 24:24     | in ebraico יְהוִה‎? | Yǝhwih                | [ 167 ] | Qui viene omesso il punto sopra alla holam/waw e la hataf segol ritorna a essere una sh'wa. |

ĕ è hataf segol; ǝ è la forma pronunciata della sh'wa semplice.
Il punto diacritico o sopra la lettera waw viene spesso omesso perché non ha un ruolo utile nel distinguere tra le due supposte pronunce di Adonai ed Elohim (nomi che hanno entrambi una vocale o nella stessa posizione).

### Septuaginta e altre traduzioni greche

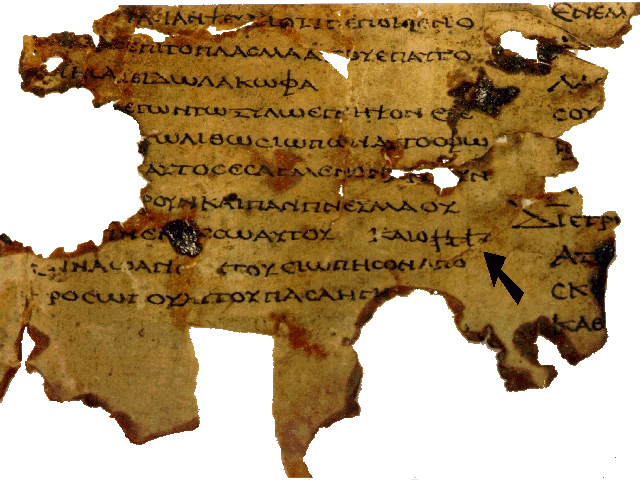
Il tetragramma scritto in caratteri paleoebraici su 8HevXII

In tutte le edizioni della Septuaginta, l'antica traduzione greca dell'Antico Testamento, anche se non in tutti i manoscritti (parziali) che esistono, appare costantemente Κύριος (Kyrios), che significa "Signore", o raramente Θεός (Theos), che significa "Dio", dove nel testo ebraico si trova il tetragramma יהוה. Esse così riportano il testo dei più antichi manoscritti completi della Septuaginta.

La parola greca Κύριος, il cui uso per tradurre il tetragramma corrisponde all'uso del termine אדני (Adonay) al posto del tetragramma nella lettura in ebraico ad alta voce, veniva impiegata come nome divino anche in libri scritti originalmente in greco negli ultimi secoli a.C., come per esempio il Secondo libro dei Maccabei (poco dopo il 124 a.C.), il Libro della Sapienza (redatto nel primo secolo a.C.) e 3 Maccabei (verso la fine del I secolo a.C.).

#### Manoscritti con tetragramma o traslitterazione
Sono stati trovati frammenti di manoscritti di parti della Septuaginta che contengono, invece di Κύριος, il tetragramma in ebraico o la sua traslitterazione greca Ἰαώ. Di questi, i primi sono del I secolo a.C., periodo al quale non appartiene alcun manoscritto finora scoperto della Septuaginta con Κύριος.
Nel rotolo del Mar Morto 4Q120, del I secolo a.C., al posto di Κύριος appare il nome ΙΑΩ in lettere greche.
Altri contengono in mezzo al testo greco il tetragramma scritto in ebraico.
Di questi il primo è il Papiro Fouad 266 del I secolo a.C. con il nome divino in caratteri ebraici normali ("quadrati") per 52 volte.
Del I secolo d.C. sono altri due, Papiro Ossirinco 3522 e Papiro Ossirinco 5101, che contengono il tetragramma biblico scritto in caratteri normali ebraici (יהוה).
Il nome è scritto con caratteri paleo-ebraici (𐤉𐤅𐤄𐤅) nel manoscritto LXX (IEJ 12) della fine del I secolo d.C., manoscritto chiamato pure LXX (VTS 10a) e LXX (VTS 10b).
È della seconda metà del III secolo il LXX (P. Oxy VII.1007), nel quale il nome di Dio è reso con una doppia jodh arcaica (𐤉𐤉) ma nel quale si trova pure il nomen sacrum θς (abbreviazione di Θεός).
Il Sym (P. Vindob. G. 39777), datato fra il III e IV secolo d.C., contiene il tetragramma in caratteri ebraici arcaici.
Non della Septuaginta ma della versione di Aquila di Sinope, che forse già dall'inizio dava il nome di Dio in caratteri paleo-ebraici, sono i manoscritti Aq (Burkitt) e Aq (Taylor), datati fra la seconda metà del V secolo e l'inizio del VI d.C.
Gli ultimi sono il Codex Marchalianus (VI secolo, tetragramma in caratteri ebraici quadrati), Taylor-Schechter 12.182 (VII secolo, tetragramma rappresentato dai caratteri greci ΠΙΠΙ), Ambrosiano (O 39 sup.) (fine del IX secolo, tetragramma in caratteri ebraici quadrati). Quest'ultimo ha cinque colonne: la prima contiene la traslitterazione del testo ebraico in greco, la seconda ha il testo greco di Aquila, la terza quella greca di Simmaco, la quarta la Septuaginta, e la quinta la versione greca denominata Quinta.
Uno dei piccoli frammenti del Papiro Rylands 458, di circa 150 a.C. e perciò forse il più antico manoscritto esistente della Septuaginta, contiene uno spazio in bianco, che a metà del XX secolo gli studiosi Paul Kahle, Sidney Jellicoe e Wurthwein e Fischer interpretavano come forse riservato per l'inserimento o del tetragramma o della parola κύριος, ma secondo Larry Hurtado il relativo versetto difatti non contiene il nome divino.
Origene (185–254) nel Commentario ai Salmi 2.2 e Girolamo (347–419/420) nel Prologus Galeatus attestano che ai loro tempi i più esatti manoscritti dell'Antico Testamento in greco contenevano il tetragramma in lettere ebraiche arcaiche. Baudissin dice che per "più esatti" si intendeva i manoscritti della traduzione estremamente letterale di Aquila di Sinope o di quella di Simmaco l'Ebionita. Concorda Pentiuc nel riferire le testimonianze di Origene e di Girolamo alla versione di Aquila.

#### Altri manoscritti
Un elenco completo degli esistenti manoscritti scritturistici greci relativi alla questione del nome divino si trova nell'Appendice 5 dello studio di Emanuel Tov Scribal Practices and Approaches Reflected in the Texts Found in the Judean Desert
Del I secolo a.C. esso indica 1 manoscritto con יהוה, due con 𐤉𐤅𐤄𐤅, e 1 con ΙΑΩ. Del I secolo d.C. 1 con 𐤉𐤅𐤄𐤅. Del periodo a cavallo del I e del II secolo d.C. 1 con Θεός. Del II secolo d.C., 2 con KC. Del ΙΙ–ΙΙΙ secolo, 4 con KC, 1 con Κύριος. Del III secolo 17 con KC, 1 con 𐤉𐤉 e Θεός, 3 con ΘΣ. Del ΙIΙ–ΙV secolo 7 con KC, 1 con ΘΣ, 1 con 𐤉𐤅𐤄𐤅 e Θεός. Nel IV secolo e in poi la preponderanza dei manoscritti ora conosciuti nei quali manca qualsiasi forma del tetragramma è ancora maggiore. Predomina in essi l'uso della parola Κύριος (Kyrios), generalmente nella forma nomina sacra di κς, per rappresentare il nome divino.
Come si vede, finora non è stato rinvenuto della Septuaginta alcun manoscritto anteriore al II secolo che impieghi Κύριος per rappresentare il tetragramma del testo ebraico dell'Antico Testamento. Eugen J. Pentiuc considera l'uso di Κύριος come rappresentazione del tetragramma "un segno distintivo dei manoscritti cristiani della Septuaginta". E studiosi come Paul E. Kahle argomentano che la presenza del termine greco si deve ai primi cristiani, per i quali il tetragramma era incomprensibile. Si riconosce che vari scritti giudei degli ultimi secoli a.C. mostrano che già allora i giudei davano del Κύριος a Dio, fatto però che non riguarda direttamente l'uso di Κύριος nella Septuaginta in corrispondenza con il tetragramma. D'altra parte, studiosi come Sean M. McDonough considerano implausibile la supposizione che la composizione del Nuovo Testamento abbia preceduto l'uso di Κύριος nella Septuaginta, e Wurthwein e Fischer dichiarano: "Il tipico uso nella Septuaginta di Κύριος per il tetragramma deve essere riportato anche nell'epoca precristiana". Anche Martin Hengel afferma che, nonostante l'esistenza di una tendenza giudaica di rimpiazzare Κύριος con il tetragramma del testo ebraico, la Septuaginta in uso normale al tempo dell'inizio del cristianesimo conteneva il nome Κύριος, perché altrimenti non si può spiegare l'uso del nome Κύριος per il Dio di Israele da parte del giudaismo ellenistico, dei libri detti "apocrifi" o "deuterocanonici", e di Filone di Alessandria.

#### Forma originale LXX?
Sono diversi i pareri su come i traduttori originali della Septuaginta resero il tetragramma del testo ebraico dell'Antico Testamento.
Secondo Martin Rösel, Albert Pietersma, Lincoln H. Blumell, Larry Perkins, Ernst Wurthwein e Alexander Achilles Fischer, i testi originali della Septuaginta resero il Tetragramma già con Κύριος, vocabolo sostituito poi in alcuni manoscritti ebraizzanti con YHWH o ΙΑΩ. Mª Vª Spottorno y Díaz Caro non si pronuncia sul testo originale ma appoggia l'opinione che già nel III secolo a.C. i giudei ellenofoni usavano κύριος nel parlare di colui che in ebraico era chiamato יהוה e in aramaico יהו.
Patrick W. Skehan propose nel 1957 che nei testi originali della versione Septuaginta dei libri del Pentateuco il Tetragramma era rappresentato con il vocabolo ΙΑΩ, sostituito più tardi con il tetragramma in caratteri ebraici prima normali (יהוה) e poi arcaici (𐤉𐤅𐤄𐤅), e successivamente con Κύριος. Giunse ad una conclusione contraria nei riguardi dei libri profetici della Septuaginta. dichiarando nel 1980 che in essi il testo originale sembra avere contenuto il vocabolo Κύριος. Si attribuiscono simili teorie a Martin Hengel, Emanuel Tov, Eugene Ulrich, Rolf Furuli e Pavlos Vasileiadis\.
Il parere invece di Frank Shaw è che nella Septuaginta originale non ci fu alcuna forma unica di traduzione del tetragramma ebraico: i singoli traduttori lo trattarono diversamente secondo le diversità di sentimenti, di teologie, di motivi, di pratiche di ognuno.

### Nuovo Testamento
Nel Nuovo Testamento appaiono come nomi propri di Dio solo Θεός (Dio) e Κύριος (il Signore). Il termine θεός appare 1317 o 1327 volte, non sempre come nome di Dio; κύριος 717 ο 727 volte, anche questo non sempre in riferimento a Dio. Inoltre si incontrano nomi descrittivi quali ὕψιστος (altissimo), παντοκράτωρ (onnipotente), πατήρ (padre), βασιλεὺς τῶν αἰώνων (re dei secoli), βασιλεὺς τῶν βασιλευόντων καὶ κύριος τῶν κυριευόντων (re dei regnanti e signore dei signori), δυνάστης (sovrano).
Al nome divino יהוה sottostanno etimologicamente i nomi teoforici di alcuni personaggi menzionati come Zaccaria ed Elia e lo stesso Gesù, come anche al nome divino אל sottostanno i nomi teoforici di personaggi come Elisabetta, Gabriele. Michele e Natanaele. Inoltre, l'espressione ἀλληλουϊά (alleluia), che si trova più volte nell'Apocalisse 19:1–6, è una traslitterazione dell'espressione ebraica הַלְּלוּיָהּ, che si traduce letteralmente: Lodate (הַלְּלוּ) Yah (יָהּ), forma abbreviata di יהוה. Ma il tetragramma stesso non appare mai, nemmeno in forma traslitterata, nel testo degli esistenti manoscritti del Nuovo Testamento, che nelle sue citazioni veterotestamentarie, sempre rende il tetragramma ebraico o con Κύριος (Kyrios) o (raramente) con Θεός (Theos).

#### Ipotesi di Howard
Nel 1977, l'ebraista statunitense George Howard ipotizzò che, nel citare l'Antico Testamento, i testi autografi originali e le copie iniziali di quelle opere che più tardi sono state raccolte per formare il Nuovo Testamento contenevano il tetragramma in lettere ebraiche o traslitterato foneticamente come Ἰαώ (Iao). Ipotizzò pure che già nel primo secolo i copisti iniziarono a sostituire il tetragramma con i nomi Κύριος e Θεός, per cui nei primi anni del II secolo quasi tutte le copie esistenti non lo contenevano più.
Come base di questa sua ipotesi, Howard affermò che gli autori del Nuovo Testamento probabilmente avrebbero copiato le citazioni veterotestamentarie nella stessa forma in cui le trovavano nel testo della Septuaginta, la versione in lingua greca da essi conosciuta dell'Antico Testamento, versione che a parere di Howard conteneva non Κύριος ma il tetragramma.
Infatti, come indicato sopra, di manoscritti della Septuaginta dell'ultimo secolo a.C e del primo d.C. sono stati rinvenuti frammenti di uno con יהוה, di tre con 𐤉𐤅𐤄𐤅, e di uno con ΙΑΩ, ma di nessuno con Κύριος, che invece si trova in abbondanti manoscritti anche interi di epoche più recenti. Di antichi manoscritti del Nuovo Testamento, interi o frammentari, succede al contrario che non ne è stato trovato alcuno con qualsiasi forma del tetragramma.
Howard inoltre attribuì le variazioni fra Κύριος e Θεός, che si incontrano a volte nel testo greco del Nuovo Testamento e nelle versioni antiche in altre lingue (latino, siriaco), alle scelte personali di quei singoli copisti che secondo lui rimpiazzavano il tetragramma (𐤉𐤅𐤄𐤅 ,יהוה, ΙΑΩ) con tali termini.
Commentò inoltre che la sostituzione del tetragramma con Κύριος avrebbe reso incerta l'interpretazione di alcuni passi del Nuovo Testamento nei quali non è facile decidere se la parola κύριος indichi Dio Padre o il Cristo (il termine è applicabile anche ad altri) e starebbe alla radice di certe successive controversie cristologiche (p. 83).
Howard propose la sua ipotesi non come certezza ma come qualcosa che "è ragionevole credere", che "si può immaginare".

#### Reazioni all'ipotesi di Howard
Fra gli studiosi la tesi di Howard suscitò reazioni generalmente negative. Robert J. Wilkinson osserva però che alcune posizioni settarie l'accolsero con un entusiasmo atto forse a far chiudere gli occhi al chiaro fatto che il tetragramma non si trova in alcuno degli esistenti manoscritti del Nuovo Testamento; atteggiamento da lui illustrato con l'affermazione nella Kingdom Interlinear Translation of the Christian Greek Scriptures dei Testimoni di Geova che "il tetragramma (Geova)" si trova 237 volte in "versioni ebraiche" del Nuovo Testamento, versioni però solo moderne con l'unica eccezione di una traduzione del Vangelo secondo Matteo fatta in Spagna nel XIII secolo, e nella quale invece del tetragramma appare in forma abbreviata l'espressione "Il Nome".
Come indicato sopra, gli studiosi non sono affatto unanimi nel supporre, come Howard, che tutte le copie della Septuaginta esistenti agli inizi del cristianesimo usavano o יהוה o 𐤉𐤅𐤄𐤅 o ΙΑΩ, per riferirsi al Dio di Israele, e che nessuna usava Κύριος.
Howard assegna un lasso di tempo molto breve all'uso del tetragramma negli scritti dei cristiani ellenofoni: secondo lui, il moltiplicarsi, a partire già del I secolo, di copie sia dell'Antico sia del Nuovo Testamento con Κύριος nella forma κς deve avere soffocato, intorno all'inizio del II secolo, quelli che secondo lui avevano diverse forme del tetragramma.

#### Tetragramma nelle traduzioni del Nuovo Testamento
Generalmente, le versioni del Nuovo Testamento in altre lingue traducono letteralmente la parola Κύριος. Fanno eccezione le traduzioni in ebraico. Come il Nuovo Testamento usa Κύριος nelle sue citazioni per rappresentare il tetragramma del testo ebraico, così per rappresentare la parola Κύριος del Nuovo Testamento i traduttori in ebraico impiegano il tetragramma. Normalmente lo presentano come יהוה, ma in una versione del Vangelo secondo Matteo fatta al più tardi nel 1380, l'espressione השם ("il Nome") appare 19 volte, nell'abbreviata forma ה״, dove in tale Vangelo in greco si legge o Κύριος o Θεός (1:22,24; 2:13,19; 3:3; 4:4,7,10; 5:33; 21:9,42; 22:31,32,37,44; 28:2) oppure nessuno di questi due termini (15:8; 21:12; 27:9) e appare inoltre una volta nella forma completa השם, dove nel Vangelo canonico di nuovo non si trova nessuno dei due (28:9).

### Scritti patristici

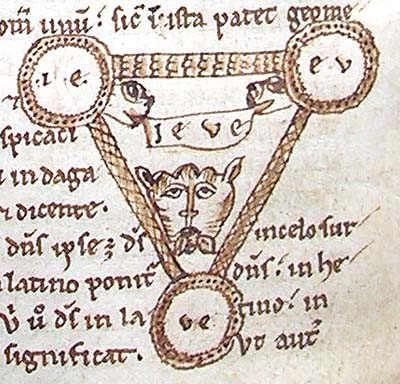
Il diagramma di Pietro Alfonsi sul Tetragramma-Trinità, che presenta il nome come "JEVE" (XII secolo)

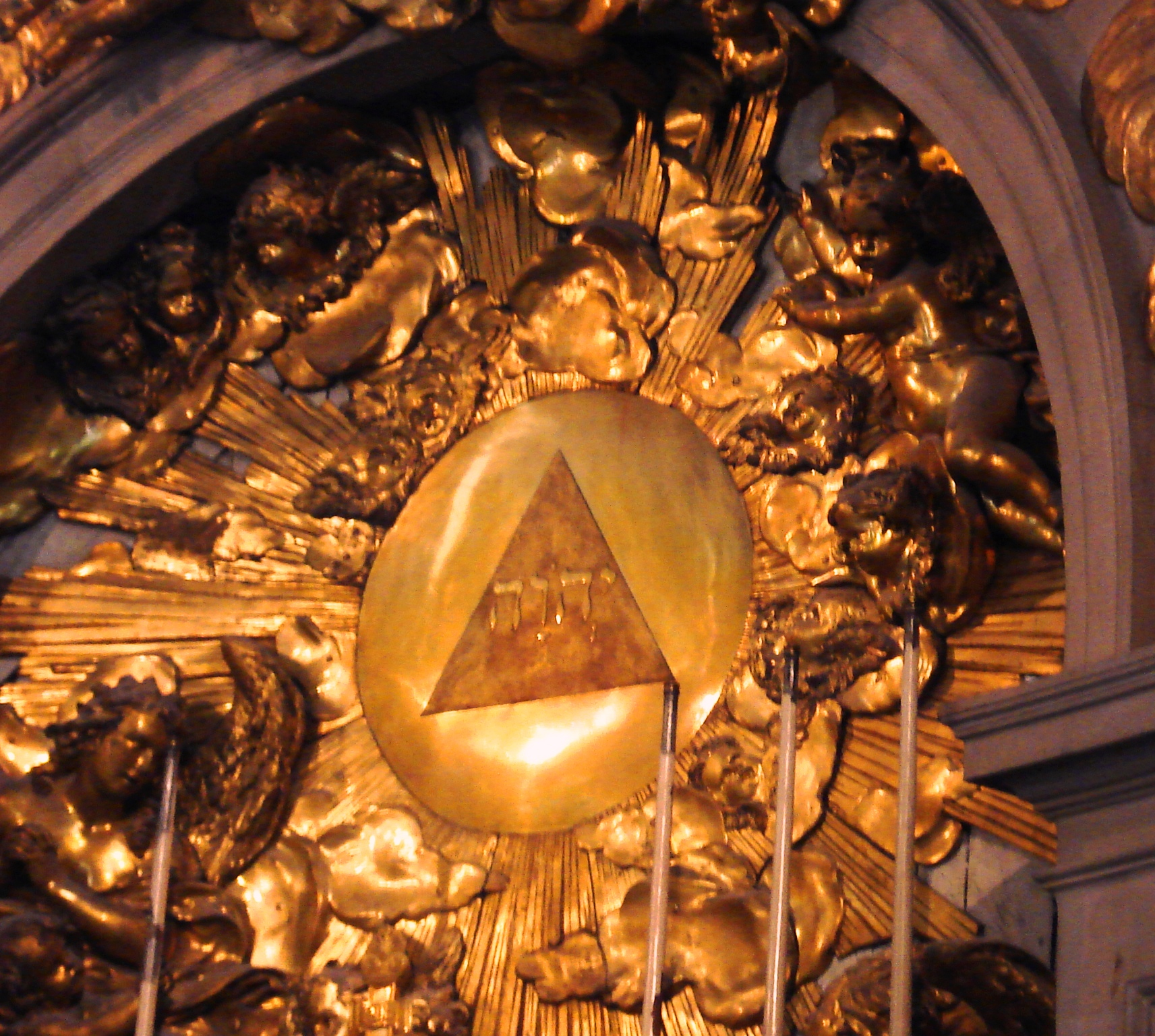
Il tetragramma della V Cappella della Reggia di Versailles, Francia. Questo esempio ha i punti vocalici di "Elohim"

Secondo la Catholic Encyclopedia (1910) e B.D. Eerdmans:
- Diodoro Siculo (I secolo p.e.v.) scrive[208] Ἰαώ (Iao);
- Ireneo (130-202) riporta[209] che gli gnostici formarono una composizione di Ιαωθ (Iaoth) con l'ultima sillaba di Sabaoth. Asserisce inoltre[210] che gli eretici valentiniani usano Ἰαώ (Iao);
- Clemente Alessandrino (150-215)[211] scrive Ἰαού (Iaou)—vedi anche più sotto;
- Origene (185-254), Ἰαώ (Iao);[Nota 27]
- Porfirio (233-305) secondo Eusebio (265-339),[212] Ἰευώ (Ieuo);
- Epifanio (315-404), che era nato in Palestina e ci aveva passato molto tempo, dà Ἰά (Ia) e Ἰάβε (Iabe) e spiega Ἰάβε col significato "Egli che fu ed è e sempre esisterà"[213]
- (Pseudo-)Girolamo (IV/V secolo),[Nota 28] (il tetragramma) può essere letto Iaho;
- Teodoreto di Cirro (393-457) scrive Ἰαώ (Iao);[Nota 29] riporta inoltre[214] che i Samaritani dicono Ἰαβέ o Ἰαβαί (entrambi pronunciati in quel tempo /ja'vε/), mentre gli ebrei dicono Ἀϊά (Aia).[78] (quest'ultimo probabilmente non è in ebraico יהוה‎? ma אהיה Ehyeh = "Io sono " o "Io sarò", Esodo 3:14[215] che gli ebrei annoveravano tra i nomi di Dio.)
- Giacobbe di Edessa (640-708),[216] Jehjeh;
- Girolamo (347-420)[217] parla di certi scribi greci che travisavano le lettere ebraiche יהוה (da leggersi da destra a sinistra) come fossero le lettere greche ΠΙΠΙ (lette da sinistra a destra), cambiando quindi YHWH in pipi.

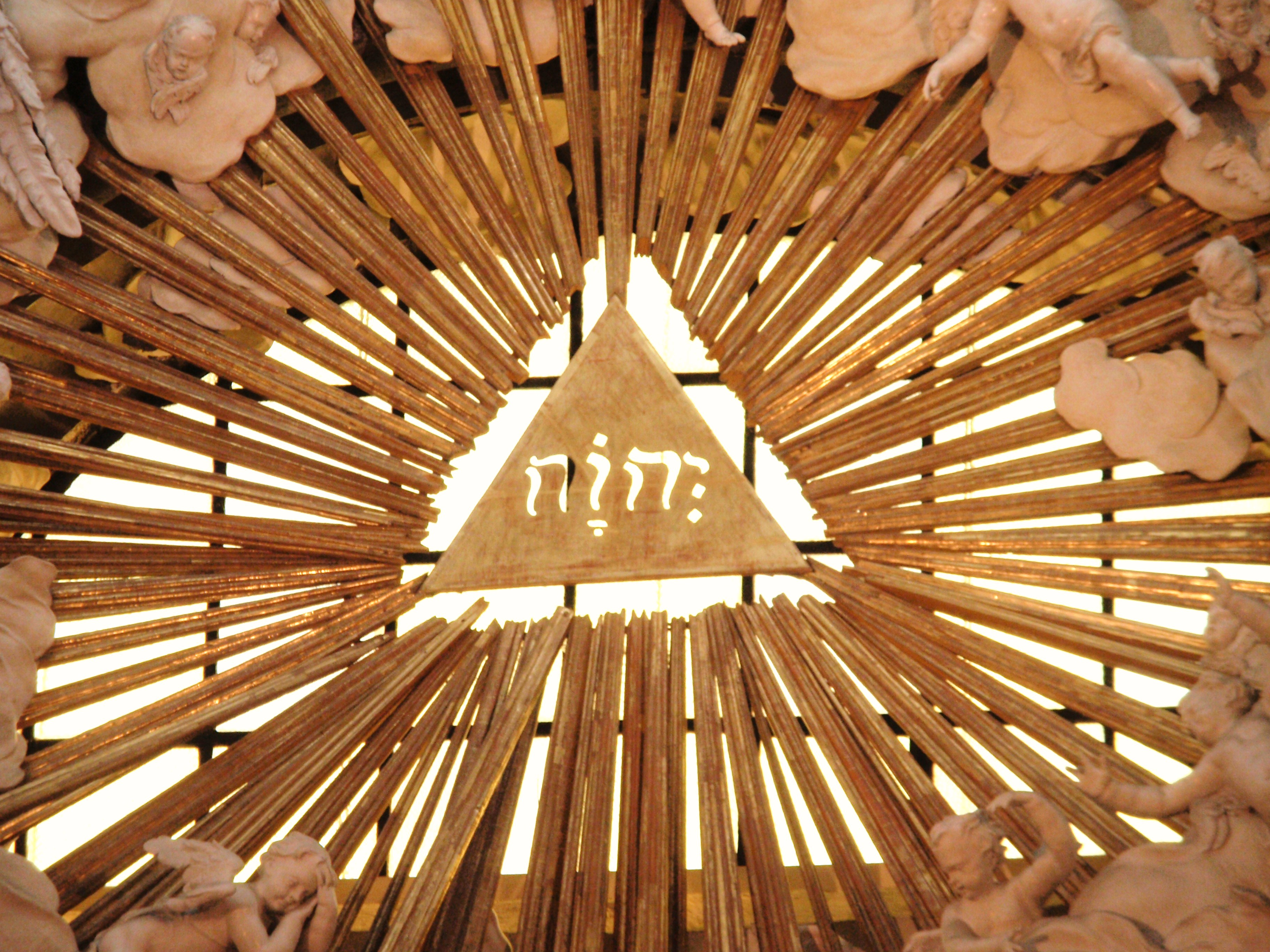
Una finestra col tetragramma ebraico יְהֹוָה presso la Chiesa di San Carlo Borromeo (Vienna)

### Peshitta
La Peshitta (una delle versioni siriache della Bibbia), probabilmente del II secolo, per il tetragramma usa la parola "Signore" (ܡܳܪܝܳܐ, pronounciato moryo).

### Vulgata
La Vulgata (traduzione latina) fatta dall'ebraico nel IV secolo, usa la parola "Signore" (dominus) al posto del tetragramma.
La traduzione Vulgata, quindi, sebbene fatta non dalla Septuaginta ma dal testo ebraico, non dipartì dalla pratica applicata nei manoscritti Septuaginta successivi al I secolo di evitare la scrittura del tetragramma.
Pertanto, in gran parte della loro storia, le traduzioni cristiane delle Scritture hanno usato gli equivalenti greci e latini di Adonai per rappresentare il tetragramma. Solo agli inizi del XVI secolo compaiono traduzioni cristiane della Bibbia con la traslitterazione del tetragramma.

## Uso nelle tradizioni religiose

### Ebraismo

Schema dell'"ipotesi documentaria" o "teoria delle quattro fonti" del Tanakh.
'J': tradizione jahvista
'È: tradizione Elohista
'D': tradizione Deuteronomista
'P': tradizione Codice Sacerdotale
- include la maggior parte del Levitico
† include la maggior parte del Deuteronomio
‡ "Deuteronomic History (Storia deuteronomica)": Giosuè, Giudici, Samuele 1&2, Re 1&2

Specialmente grazie alla Stele di Mesha, alla tradizione jahvista riscontrata in Esodo 3:15, e ai testi ebraici e greci antichi, la maggioranza dei biblisti sostengono che il tetragramma e gli altri nomi di Dio fossero usati dagli antichi Israeliti e dai loro vicini.
Dopo la distruzione del Tempio di Salomone, l'uso parlato del nome di Dio come stava scritto cessò tra la gente, sebbene la conoscenza della pronuncia venisse perpetuata nelle scuole rabbiniche. Filone di Alessandria lo chiama "ineffabile", e dice che è permesso solo a coloro le cui orecchie e lingue sono purificate dalla saggezza di pronunciarlo in un luogo santo (cioè, ai sacerdoti nel Tempio). In un altro passo, commentando Levitico 24:15-16: "Se qualcuno, non dico che bestemmi contro il Signore degli uomini, ma che soltanto osi pronunciare il Suo nome inopportunamente, che si aspetti la pena di morte."
Fonti rabbiniche asseriscono che il nome di Dio fosse pronunciato solo una volta all'anno, dal Sommo Sacerdote, nel Giorno dell'Espiazione. Altri, incluso Maimonide, affermano che il nome fosse pronunciato quotidianamente nella liturgia ebraica del Tempio, durante la benedizione sacerdotale dei fedeli (Numeri 6:27), dopo il sacrificio del giorno; nella sinagoghe tuttavia veniva usato un nome sostitutivo (probabilmente "Adonai"). Secondo il Talmud, nelle ultime generazioni prima della distruzione del Tempio e la caduta di Gerusalemme il nome era pronunciato a bassa voce cosicché il relativo suono veniva disperso nell'inno cantato dai sacerdoti. La tradizione ebraica vuole che ciò avvenisse all'Interno del Kodesh HaKodashim, il Sancta sanctorum del Tempio di Gerusalemme: il Sommo Sacerdote dimenticava la pronuncia del tetragramma immediatamente dopo averla "effettuata". Il secondo e ultimo momento in cui il Sommo Sacerdote poteva pronunciare il tetragramma avveniva per due volte con la Benedizione sacerdotale sul popolo d'Israele:
Secondo l'Ebraismo, qualsiasi materiale con su scritto o inciso il tetragramma, tanto più se scritto da uno scriba in stato di purità su fogli di pergamena, non può essere gettato via e deve essere custodito in un contenitore apposito chiamato Ghenizah oppure sotterrato in un terreno riservato specificatamente a questo scopo. Oggigiorno gli ebrei sono soliti inoltre non pronunciarlo ad alta voce in nessuna occasione e per nessuna ragione. Per discutere l'argomento della vocalizzazione del nome, solo per motivi scientifici, e mai in conversazioni futili o in preghiera, si preferisce scrivere le vocali a cui ci si riferisce e lasciare alla mente dell'ascoltatore la ricostruzione del nome vocalizzato. Come già si è detto, invece di pronunciare il tetragramma durante le preghiere, gli ebrei dicono "Adonai".
È probabile che la proibizione della pronuncia del tetragramma risalga all'epoca di Esdra e Neemia, ossia al ritorno dall'esilio babilonese, quando fu riaperto il Tempio di Gerusalemme e furono fissati molti dei canoni della liturgia. Alcuni spostano l'effettivo disuso della pronuncia del tetragramma a un periodo successivo, dal III secolo p.e.v. fino al III secolo e.v.. Qualunque sia la data di disuso, nel mondo ebraico la proibizione della sua pronuncia è certa ed è stata costante fino a oggi, tuttavia alcuni mistici erano soliti contemplare, con l'uso di cori o più spesso in completo isolamento, le singole lettere che lo compongono.. A ogni modo, a partire dalla distruzione del Secondo Tempio nel 70, il tetragramma non è più pronunciato nella liturgia ebraica. La pronuncia comunque era ancora conosciuta a Babilonia, nella seconda metà del IV secolo.

#### Proibizioni verbali
La veemenza con cui viene denunciata nella Mishnah la pronuncia del nome fa supporre che l'uso di "Yahweh" fosse inammissibile nell'ebraismo rabbinico. "Colui che pronuncia il Nome con le sue proprie lettere non avrà posto nel mondo a venire!" La pronuncia del Nome come è scritto è così proibita che a volte il Nome viene chiamato "Ineffabile", "Inesprimibile" o "Nome Distintivo".
La Halakha (Legge ebraica) prescrive che dove il Nome è scritto yod-hei-vav-hei, deve essere pronunciato soltanto "Adonai"; e anche quest'ultimo nome viene considerato nome santo e deve essere pronunciato solo in preghiera. Pertanto quando qualcuno vuole riferirsi in terza persona al Nome come è scritto o pronunciato, si usa il termine "HaShem" ("il Nome"); e questo sistema può essere usato anche nelle preghiere. I Masoreti aggiungevano punti vocalici (niqqud) e i segni di cantillazione ai manoscritti, per indicare l'uso delle vocali e per cantare le letture delle Bibbia nelle funzioni in sinagoga. A יהוה aggiunsero le vocali di "Adonai" ("Mio Signore"), parola da usarsi quando veniva letto il testo. Mentre "HaShem"è il modo più comune per far riferimento al "Nome", i termini "HaMaqom" (lett. "Il Luogo" cioè "L'Onnipresente") e "Raḥmana" (Aramaico, "Misericordioso") sono usati nella Mishnah e Ghemara, tuttora utilizzati nelle frasi "HaMaqom y'naḥem ethḥem" ("possa L'Onnipresente consolarti"), frase tradizionale per il lutto durante la Shiva e "Raḥmana l'tzlan" ("possa il Misericordioso salvarci", cioè "Dio non voglia").

#### Proibizioni scritte
Il tetragramma scritto, e anche altri sei nomi di Dio, devono essere trattati con santità speciale. Non possono essere gettati via in maniera ordinaria, affinché non vengano profanati, ma sono usualmente messi in conservazione a lungo termine o sepolti nei cimiteri ebraici quando non più in uso. Similmente, è vietato scrivere il tetragramma (o questi altri nomi) senza motivo. Per poter salvaguardare la santità del Nome a volte una lettera viene sostituita da una lettera diversa nello scriverlo (per es. יקוק), o le lettere sono separate da uno o più trattini. Alcuni ebrei sono molto rigorosi ed estendono tale salvaguardia non scrivendo altri nomi di Dio in altre lingue, per esempio in inglese scrivendo "G-d" invece di "God", o in italiano "D-o" invece di "Dio", e così via. Tuttavia questo sistema esula dalle normative della Halakhah (Legge ebraica).

### Samaritani
I Samaritani condividevano cogli ebrei il tabù sulla pronuncia del Nome, e non esiste prova che la sua pronuncia fosse una pratica samaritana comune. Tuttavia Sanhedrin 10:1 include il commento di Rabbi Mana (degli Amoraim): "per esempio quei Kutim che fanno giuramento" non avranno un posto nel Mondo a venire, il che implica che Mana credeva che alcuni Samaritani usassero il nome quando facevano giuramenti (i loro sacerdoti hanno conservato la pronuncia liturgica "Yahwe" o "Yahwa" a tutt'oggi.) Come per gli ebrei, l'aramaico ha-Shema (השמא "il Nome") rimane d'uso comune tra i Samaritani, simile a "il Nome" in ebraico השם‎? ("HaShem").

### Cristianesimo

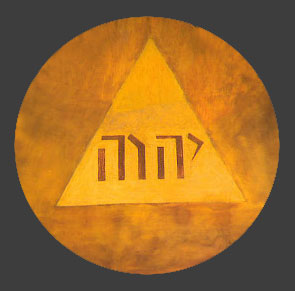
Tetragramma di Francisco Goya: יהוה in triangolo, dettaglio dell'affresco Adoración del nombre de Dios, 1772

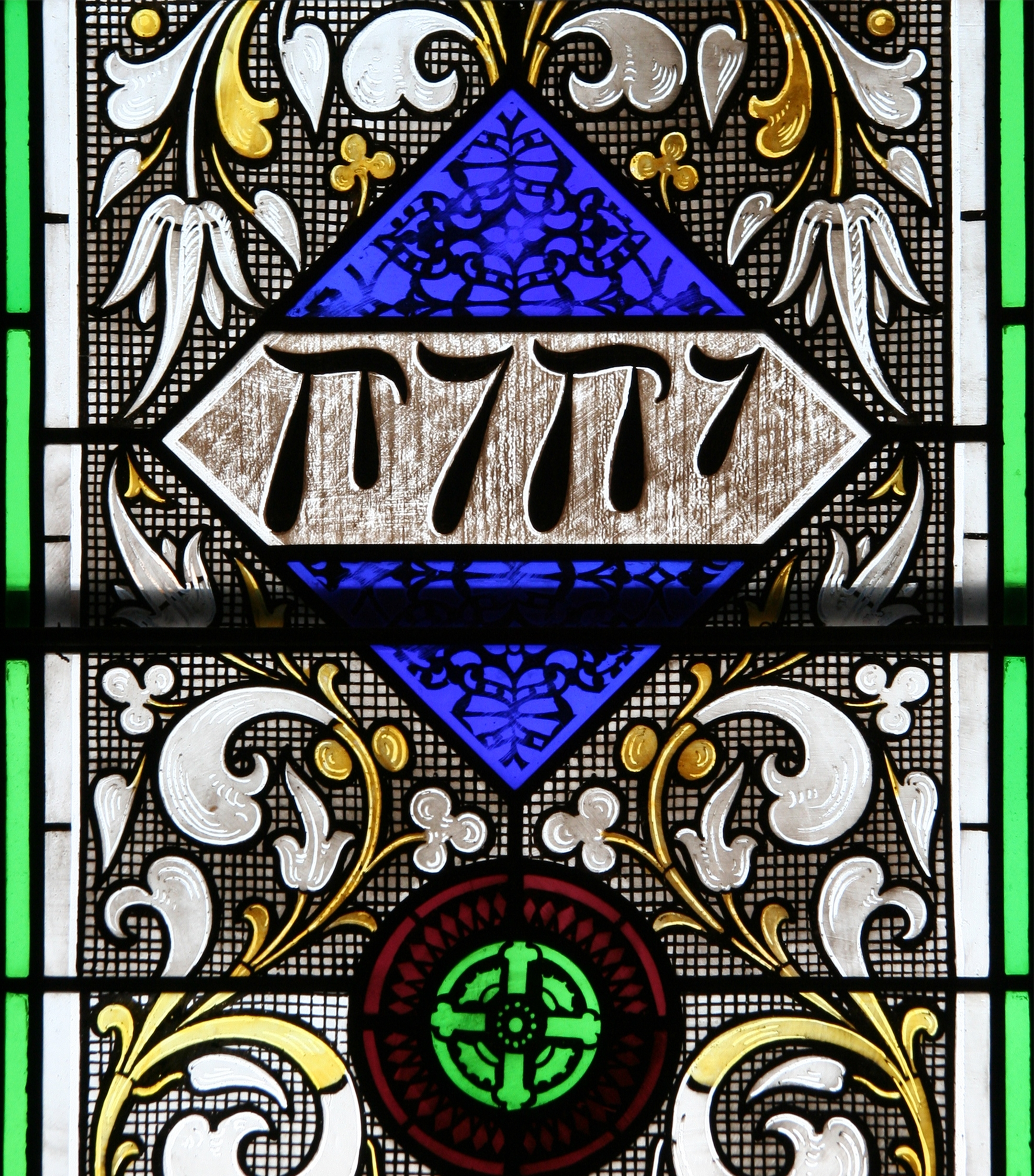
Tetragramma raffigurato nella finestra di una chiesa episcopale dello Iowa (USA)

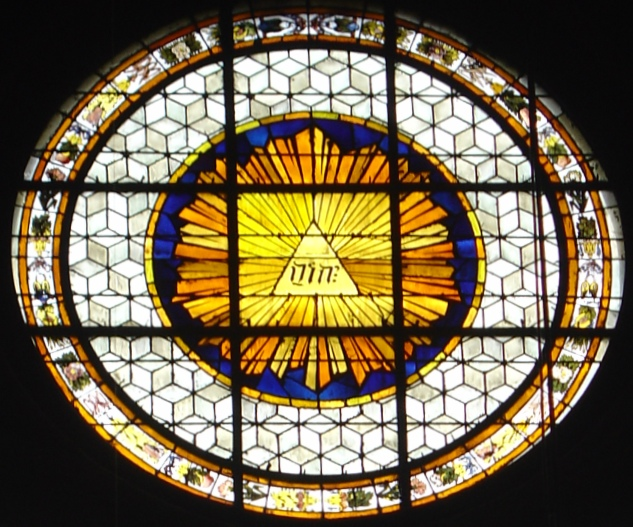
Vetrata con il tetragramma ebraico nella chiesa di Saint-Germain a Parigi

Si presume che i primi cristiani ebrei avessero ereditato dagli ebrei la pratica di leggere "Signore" dove il tetragramma appariva nel testo ebraico, o dove il tetragramma veniva evidenziato in un dato testo greco. I cristiani gentili, soprattutto coloro che non parlavano ebraico e usavano i testi in greco, leggevano "Signore" in quei punti dove appariva nel testo greco del Nuovo Testamento e altre copie dell'Antico Testamento greco. Questa pratica continuò fino all'arrivo della Vulgata in latino, in cui "Signore/Dominus" rappresentava "Yahweh" nel testo latino. Nel diagramma del Tetragramma-Trinitàcfr. supra di Pietro Alfonsi, il nome è scritto "Jeve." È rimasta come testimonianza la forma litanica "Kyrie eleison" a ricordo della tradizionale liturgia greca che era in uso anche nella chiesa latina. Come esempio di uso, nelle collette e nelle preghiere della liturgia cattolica, ci si rivolge a Dio con gli epiteti "Dio onnipotente ed eterno" oppure "Dio, padre onnipotente" o simili. L'unica volta in cui si utilizza un termine ebraico (non il tetragramma) è, una volta all'anno, in una delle sette antifone maggiori dell'Avvento "O Adonai" (nel testo latino - nel testo liturgico italiano è reso con "O Signore"). Durante la Riforma, la Bibbia di Lutero usava "Jehova" nel testo tedesco dell'Antico Testamento di Martin Lutero.
Le traduzioni moderne in cui è presente (perlopiù in nota) una vocalizzazione del tetragramma, sono opera di eruditi senza che abbiano un utilizzo al di fuori della cerchia della critica biblica, e servono soprattutto per evidenziare le stratificazioni e la formazione del testo (ad esempio le cosiddette tradizioni Jahvista, Elohista, Sacerdotale, ecc). Recentemente, in ambito cattolico, con la motivazione di riaffermare la disciplina sia ebraica sia delle prime comunità cristiane secondo la quale «Non si deve pronunciare il nome di Dio sotto la forma del tetragramma YHVH nelle celebrazioni liturgiche, nei canti, nelle preghiere», e anche nelle traduzioni della Bibbia il nome di Dio deve essere reso con Adonai, Kyrios, Signore, ecc.

#### Traduzioni cristiane
Come già menzionato, la Septuaginta (traduzione greca), la Vulgata (traduzione latina), e la Peshitta (traduzione siriaca) usano la parola "Signore" (κύριος, kyrios, dominus, e ܡܳܪܝܳܐ, moryo rispettivamente).
L'uso della Septuaginta (=LXX) da parte dei cristiani in polemica con gli ebrei fece sì che questi ultimi l'abbandonassero, rendendola un testo specificamente cristiano. Dalla Septuaginta i cristiani redassero traduzioni in copto, arabo, lingua slava ecclesiastica e altre lingue utilizzate dalle Chiese ortodosse orientali e dalla Chiesa ortodossa, le cui liturgie e dichiarazioni dottrinali sono in gran parte un centone di testi dalla Septuaginta, che considerano essere ispirata almeno tanto quanto il Testo Masoretico. Nell'ambito della Chiesa ortodossa orientale, il testo greco rimane la norma per i testi in tutte le lingue, con particolare riferimento alle composizioni usate nelle preghiere.
La Septuaginta, col suo uso di Κύριος per rappresentare il tetragramma, fu anche la base delle traduzioni cristiane associate all'Occidente, in particolare la Vetus latina, che sopravvive in alcune parti della liturgia della Chiesa latina, e la Bibbia gotica. Le traduzioni cristiane della Bibbia in inglese normalmente usano "LORD" al posto del tetragramma nella maggioranza dei casi, spesso in maiuscoletto (o tutto in maiuscolo), così da distinguerlo da altre parole tradotte con "Lord". Nelle Bibbie (Antico Testamento) protestanti solitamente il tetragramma viene reso con Signore o con "Eterno". In nota o raramente nel testo compare sempre più la forma Jahvé. La Riveduta Luzzi, la Nuova Diodati e la King James Version in Genesi 22:14 riportano il nome di località Jehovah-jireh, la cui radice deriva dal tetragramma, ma altre Bibbie protestanti traducono diversamente.

#### Ortodossi orientali
La Chiesa ortodossa considera il testo della Septuaginta, che usa Κύριος (Signore), come il testo più autorevole dell'Antico Testamento, e nei suoi libri liturgici e di preghiera usa Κύριος al posto del tetragramma nei testi che derivano dalla Bibbia

#### Cattolicesimo

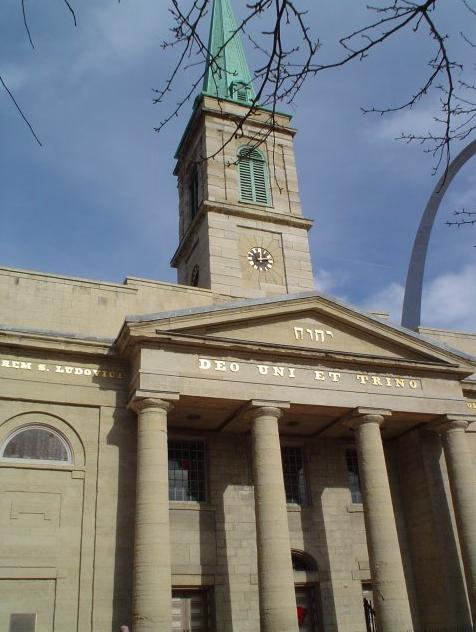
Il tetragramma sul timpano della chiesa cattolica Basilica of St. Louis, King of France a Saint Louis

Nella Chiesa cattolica, la prima edizione ufficiale vaticana della Nova Vulgata Bibliorum Sacrorum Editio, editio typica, pubblicata nel 1979, usava il tradizionale Dominus al posto del tetragramma nella stragrande maggioranza dei casi; tuttavia, usava anche la forma Iahveh per riportare il tetragramma in tre punti specifici:
- Esodo 3:15[241].[242]
- Esodo 15:3[243].[244]
- Esodo 17:15[245].[246]

Nella seconda edizione della Nova Vulgata Bibliorum Sacrorum Editio, editio typica altera, pubblicata nel 1986, queste poche presenze della forma Iahveh furono sostituite da Dominus, per conservare la lunga tradizione cattolica di evitare l'uso del "Nome Ineffabile" (secondo la definizione dei Padri della Chiesa).
Il 29 giugno 2008, la Santa Sede reagì alla pratica allora ancora recente di pronunciare, durante la liturgia cattolica, il nome di Dio rappresentato dal tetragramma. Quali esempi di tale vocalizzazione, citava "Yahweh" e "Yehovah". I primi cristiani, affermava, seguivano l'esempio della Septuaginta nel rimpiazzare il nome di Dio con "il Signore", pratica con importanti implicazioni teologiche per l'uso de "il Signore" nel riferirsi a Gesù, come in Filippesi 2:9-11 e altri testi del Nuovo Testamento. Promulgava quindi che, "nelle celebrazioni liturgiche, negli inni e preghiere il nome di Dio nella forma del tetragramma YHWH non deve essere usato né pronunciato"; e che le traduzioni dei testi biblici per uso liturgico devono seguire la pratica della Septuaginta greca e della Vulgata latina, sostituendo il nome divino con "il Signore" o, in alcuni contesti, "Dio". Questo il testo della direttiva della Congregazione per il culto divino e la disciplina dei sacramenti in italiano:
La "United States Conference of Catholic Bishops (Conferenza dei Vescovi Cattolici degli Stati Uniti)" ha elogiato queste istruzioni, aggiungendo che "fornisce anche un'opportunità di offrire la catechesi ai fedeli come incoraggiamento a dimostrare riverenza per il Nome di Dio nella vita quotidiana, enfatizzando la potenza del linguaggio come atto di devozione e adorazione".
A ogni modo, quando si tratta di vocalizzare il Nome Divino in ambito accademico, si propende da più di due secoli per una vocalizzazione del tetragramma con le vocali "a" ed "e", e talvolta questa forma può apparire, oltre che nei testi di critica biblica, anche nelle note e nelle introduzioni o, più raramente (una o due volte) nel testo dell'Antico Testamento, quando si tratta di evitare ambiguità per la presenza vicina di altri nomi divini. È presente più spesso in alcune versioni letterali degli anni sessanta a indirizzo storico critico, allo scopo di evidenziare le diverse tradizioni presenti nella formazione del testo. In traduzioni degli ultimi anni è citato il tetragramma in caratteri latini (JHWH) senza alcuna vocalizzazione. Non compare mai nel Nuovo Testamento non essendo presente in nessuno dei manoscritti antichi da cui vengono fatte le traduzioni.

#### Testimoni di Geova
In Italia i Testimoni di Geova hanno adottato nella loro traduzione la forma del tetragramma biblico "Geova" derivata dalla forma in inglese "Jehovah" adoperata nel 1903 nel libro di Charles Taze Russell, "Il divin piano dell'Età", e da essi ufficializzata il 26 luglio del 1931, quando hanno assunto l'attuale denominazione.
Essi non considerano sicuramente corretta la loro scelta della vocalizzazione Geova/Jehovah, in passato la più diffusa in inglese. Infatti dalla metà del XIX secolo fino ai primi decenni del XX secolo tutte le nuove versioni inglesi della Bibbia traducevano il tetragramma biblico con "Jehovah"; però a partire dal 1939, e cioè poco dopo l'assunzione dell'attuale denominazione dei Testimoni di Geova, predomina nelle versioni inglesi della Bibbia o la prassi più antiqua di usare (fuori di pochissimi passi) "Lord" o quella di usare "Yahweh". Ci tengono inoltre a ricordare che in italiano "Gesù" deriva dall'aramaico יֵשׁוּעַ (Yeshua'), come in Libro di Esdra 5,2, che a sua volta proviene dall'ebraico יֵשׁוּעַ (Yeshua') e ulteriormente dall'ebraico יְהוֹשֻׁעַ (Yehoshuaʿ), che significa "יהוה è salvezza" e che da essi è interpretato come indicazione della pronuncia originale di יהוה. I nomi teofori inizianti per Yeho- possono tuttavia spiegarsi anche senza postulare un'originaria forma ricostruita Yehowah: l'evoluzione del timbro in "yeh-" rispetto a "yah-" si comprende bene infatti con una regolare riduzione di vocale in sillaba atona.

### Trascrizioni del tetragramma nelle versioni italiane della Bibbia

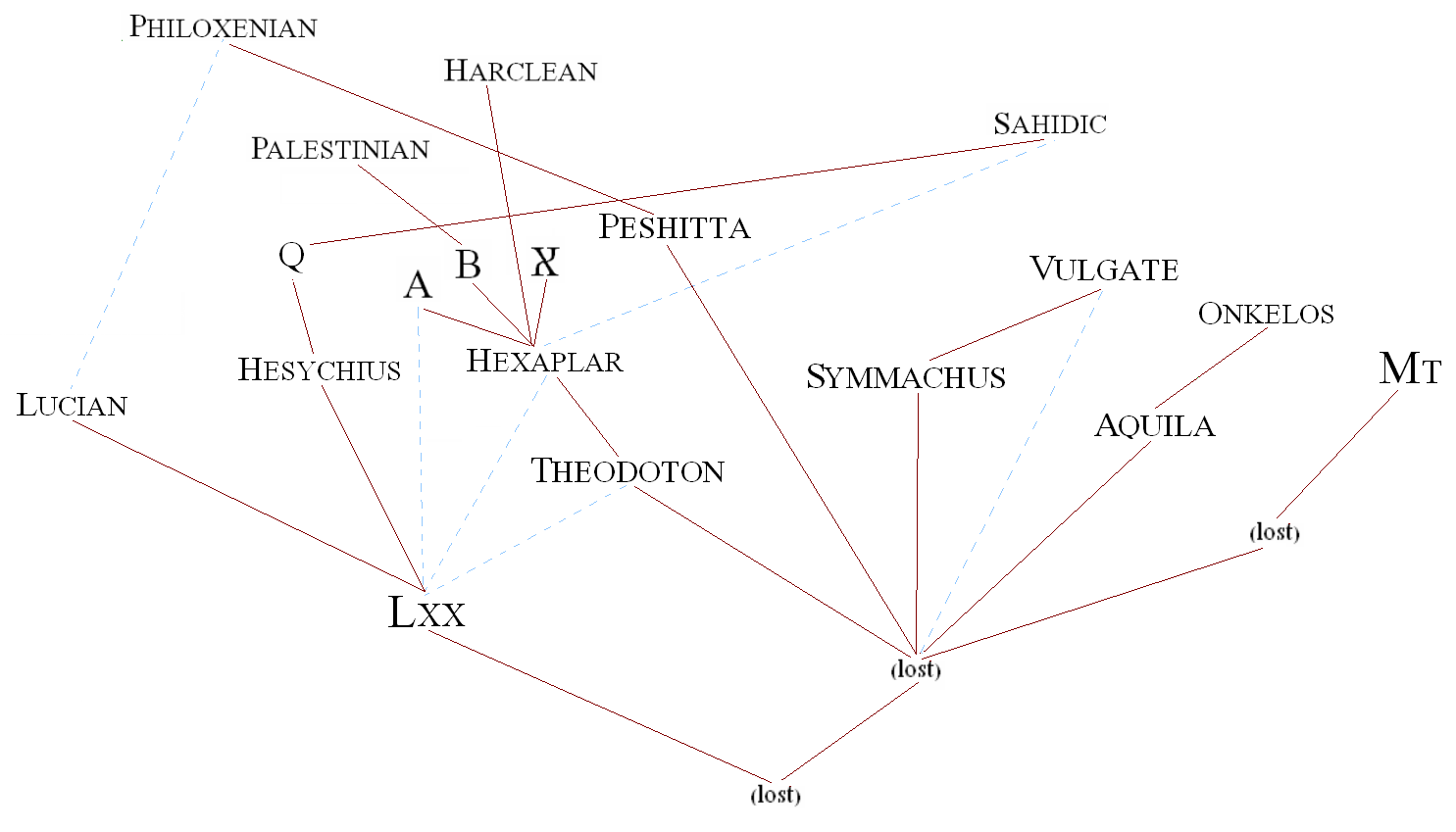
Le relazioni tra i vari manoscritti antichi dell'Antico Testamento, secondo l'Encyclopaedia Biblica.
Le linee azzurre tratteggiate indicano i testi che sono stati utilizzati per correggere la fonte principale.
Le lettere isolate sono le sigle standard che designano i manoscritti particolarmente significativi:
א = Codex Sinaiticus
A = Codex Alexandrinus
B = Codex Vaticanus
Q = Codex Marchalianus
Inoltre, le abbreviazioni standard:
MT = Testo masoretico
LXX = Septuaginta - in questo diagramma indica la versione greca originale (oggi perduta e da distinguersi dalle versioni derivate, conservate nei codici o ricostruite dai filologi, riportate nel diagramma e anch'esse solitamente chiamate LXX.̣̺

- La Biblia di Antonio Brucioli, 1530, rev. 1551. Protestante.

Usa Signore tranne in Esodo 6:3 dove compare il nome di Dio nella forma Ieova.
Nella revisione del 1562 stampata dall'editore Francesco Durone la forma Iehova o Iehovah ricorre decine di volte. Esempio Genesi 28:13.
- La Sacra Bibbia di Giovanni Diodati del 1607. Protestante.

Usa Signore, ma in Esodo 3:14 usa Colui che si chiama IO SONO, e in Esodo 16:3 usa COLUI CHE È.
In una nota a Esodo 3:14 usa "Iehova".
Riedita nel 1946: Usa Signore. In alcune edizioni, alla pagina 584, riporta nella soprascritta di Isaia 41 la forma "Geova".
- La Nuova Diodati. Protestante. 1991.

Usa Eterno. Nella prefazione usa "Jehovah" e "Yah".
In Genesi 22:14 riporta il nome di località Jehovah-Jireh.
- La Bibbia. Versione Nuova Riveduta, Società Biblica di Ginevra. 1994. Protestante.

Il nome di Dio viene reso con SIGNORE tutto in maiuscolo per distinguerlo dalla parola ebraica "signore" (adhonai).
Nella prefazione usa le quattro lettere corrispondenti al tetragramma "YHWH" e in Genesi 22:14 riporta il nome di località Iavè-Irè.
- La Sacro-Santa Biblia di Mattia D'Erberg, 1712, Protestante.

Usa JEHOVA (vedi Esodo 4:11).
- La Sacra Bibbia del pastore battista Armando Vianello, 2008, cinque volumi. Versione interlineare - letterale.

Nei quattro volumi del Vecchio Testamento, il tetragramma ebraico (primo rigo) è tradotto con YHWH (secondo rigo).
- Versione Riveduta di Giovanni Luzzi, 1925 riedita 1966. Protestante.

Usa Eterno. Nelle note a Esodo 3:15;6:3 usa "Jahveh".
Nella nota a Matteo 1:21 usa la forma Gèova.
In Genesi 22:14 ha Iehovah come parte di un nome composto.
- La Bibbia, Eusebio Tintori, 1945. Cattolica.

Usa Signore. Nelle note ha "Jahve".
- La Sacra Bibbia, Ricciotti. 1955. Cattolica.

Usa Signore e ha "Jahvè" in alcune note come Esodo 3:14;6:2,3; Gioele 3:12; Giona 4:10,11.
- La Bibbia, Edizione Paoline. Ediz. 1958 e seguenti. Cattolica.

Usa Signore tranne in 6:2-3 (e relativa nota) e Geremia 1:6 dove usa Jahvé (ediz. 1958 e seguenti).
Usa Jahvé In Salmi 83:19, al posto di "Il Signore" delle edizioni precedenti (ediz. 1970 e seguenti).
A seconda delle edizioni usa "Jhwh" nelle parentesi nel testo di Esodo 6:3 (ediz. 1997).
- La Bibbia a cura di Fulvio Nardoni, 1960. Cattolica.

Il nome Jahweh vi ricorre più volte nel testo ad esempio in Esodo 6:2,3,6,8; Isaia 1:24;3:1;10:33;26:4;40:10;51:22;61:1, ecc.
- La Sacra Bibbia, Pontificio Istituto Biblico 1961. Cattolica.

Oltre a Signore usa varie volte nel testo Jahve, ad esempio in Esodo 3:15;6:2; Salmi 83:19.
- La Sacra Bibbia ed. Garzanti imprimatur 1964. Cattolica.

Usa Yahvè, es. pag. 952 Salmi 83:19 ed altre;
- La Bibbia di Salvatore Garofalo, 1964. Cattolica.

Usa sempre Jahve, ma solo nell'Antico Testamento: non nel Nuovo Testamento, nel quale il tetragramma biblico non appare in nessuno degli esistenti manoscritti, neanche quando sono citati versetti biblici dell'Antico Testamento in cui il nome compare, ne è un esempio Luca 4:18 in cui Gesù legge Isaia 61:1. Tale fedeltà all'effettivo testo del Nuovo Testamento è comune a tutte le versioni italiane della Bibbia ad eccezione di quella dei Testimoni di Geovà.
- Traduzione del Nuovo Mondo delle Sacre Scritture. Testimoni di Geova. 1967, ed. riv. 1987 e 2013

Usa Geova ovunque è presente il tetragramma, e inoltre per tradurre Κύριος (Signore) in alcuni passi del Nuovo Testamento, dove vengono letti o citati versetti dell'Antico Testamento contenenti, nell'originale, il tetragramma יהוה, che però i giudei sostituiscono nella lettura con אדני (Adonai).
- La Bibbia Concordata, 1968. Interconfessionale.

Rende Signore tranne Salmi 83:19, dove usa Iavè.
- La Sacra Bibbia, Galbiati, Penna e Rossano. Cattolica. 1968.

Usa Iahvé.
- Sacra Bibbia di Antonio Martini, 1778, riedita 1963. Cattolica.
- Usa Signore. Nella nota di Esodo 3:14-15[279] ha "Jehovah"
- La Sacra Bibbia CEI, 1974. Cattolica.

Rende Signore. Nella nota in calce a Esodo 3:14,15 ha "JHWH".
Nella nota a 1 Maccabei 3:18 usa Jahveh.
- La Bibbia di Gerusalemme, 1974. Cattolica.

Ha lo stesso testo della CEI.
Nelle note menziona "Jahveh", come quelle su Esodo 3:13, Isaia 42:8, ecc.
- Nuovissima Versione della Bibbia Edizione Paoline. 1967-1980. Cattolica.

Usa Signore. Nella nota a Esodo 6:2-8 usa "Jahveh".
- Il libro di Isaia, Moraldi. 1994. Cattolica.

Usa Jhwh.
- La Bibbia, Oscar Mondadori. 2000. Aconfessionale.

Usa Jhwh.

## Relazione ebrei-cristiani
Il 16 gennaio 2006, in visita a papa Benedetto XVI, il rabbino capo di Roma Riccardo Di Segni ha sollevato il problema del fastidio che provoca fra gli ebrei l'uso del nome divino fra i cristiani, a causa della particolare sensibilità ebraica dovuta al divieto di pronunciare il nome di Dio nei dieci comandamenti. Il Papa ha risposto che la tradizione cattolica, a differenza di quella protestante, è arrivata a questa facilità di espressione molto recentemente, per influsso dello storicismo, e che i cattolici devono lavorare perché si torni all'origine del culto.
Lo scrittore ateo Erri De Luca propone e utilizza, nei suoi libri, la formula Iod, prima lettera del Nome Sacro, e anagramma della parola Dio, gioco possibile solo in italiano.

## Citazioni moderne del Tetragramma

### Nell'arte
- Basilica di San Pietro in Vaticano, Tomba di Clemente XIII: tetragramma in caratteri ebraici sulla fronte di una delle statue.[287]
- Duomo di Milano: rosone su una delle entrate, tetragramma in caratteri ebraici.
- Basilica di San Marco a Venezia: tetragramma su mosaico presso entrata laterale sinistra.
- Duomo di Siena: tetragramma in carattere ebraici posto al centro della volta dell'abside dietro l'altare maggiore.
- Duomo Nuovo di Brescia: tetragramma in caratteri ebraici sull'altare della prima navata laterale destra.
- Santuario della Via Crucis monumentale di Cerveno in Val Camonica: tetragramma in caratteri ebraici sul turbante del Sommo Sacerdote[288].
- Lione: tetragramma nel mosaico sulla volta della Basilica cattolica di Fourvière.
- Praga: interno della chiesa di San Nicola (quartiere Mala Strana).
- Praga: Ponte Carlo, tetragramma in caratteri ebraici sulla parte alta della terza statua.
- Praga: leggio del cantore all'interno della Staronovà synagoga (quartiere Stare Mesto).
- Praga: vetrata della Jubilejní synagoga (quartiere Stare Mesto).

### Nella letteratura
- Il pendolo di Foucault[289]

Menziona il tetragramma sia lettera per lettera: "... jod, he, waw, he. Iahveh, il nome di Dio".
Sia tutto insieme: "...trovare tutte le combinazioni del nome di Dio? ... IHVH".
- Axel Munthe, nell'ultimo capitolo de "La Storia di San Michele", fa uso per due volte del nome divino nella forma Jehovah.
- La morte e la bussola, racconto della raccolta "Finzioni" di Jorge Luis Borges in cui una serie di omicidi sembra essere correlata al Tetragràmaton.
- nel "Libro di Mormon" in 2 Nefi capitolo 22 versetto 2 (pagina 84) e in Moroni capitolo 10 versetto 34 (pagina 518);
- nel "Dizionario biblico" John L. McKenzie Cittadella Editrice - ed. 1981 - IV ed. pag. 381;
- nel "Grande dizionario italiano dell'uso" UTET - ed. 1999 rist. 2000 - vol. III pag.192;
- nel "Dizionario delle lingue italiana e inglese" - Sansoni editore - II ed. - 1985 - part. I - (it/ing) pag. 576;
- nel "Dizionario delle lingue italiana e inglese" - Sansoni editore - II ed. - 1985 - part. II - (ing/it) pag. 1589;
- nel vocabolario italiano-francese "Il novissimo Ghiotti" ed. Petrini Torino ed. 1973 pag. 463;
- nel dizionario enciclopedico "Il novissimo Melzi" Vallardi Editore ed. XXXVI ristampa 1981 pag. 512;

### Nella musica

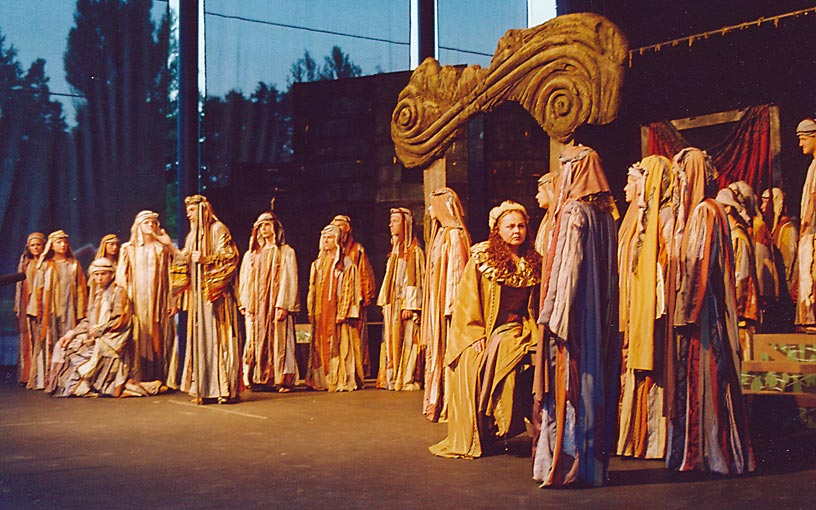
Una scena del Nabucco di Giuseppe Verdi: "Gli israeliti in cattività cantano all'immenso Jehovah"

- Giuseppe Verdi, Nabucco (atto finale: il coro canta dell'immenso Jehovah e il sommo sacerdote Zaccaria menziona ancora Jehovah).
- Gioachino Rossini, Mosè in Egitto (Mosè invoca Iehova).
- Camille Saint-Saëns, Samson et Dalila (Iehova e Jehova, menzionati più volte).
- Georg Friedrich Händel (moltissimi oratori, ovvero composizioni musicali, su Giuseppe e suoi fratelli, sulla liberazione d'Israele dall'Egitto, su personaggi biblici come Giosuè, Debora, Iefte, Sansone (qui si usa la forma Jeovah), Saul, Salomone, Atalia, Baldassare e la caduta di Babilonia, Ester, il Messia.
- Franz Schubert, musicò L'Onnipotenza (D 852 / op. 79, n. 2), lirica di Johann Ladisklav Pyrker nella quale compare cinque volte il nome di Jehovah).
- Johann Sebastian Bach Lied BWV 452 e corale BWV 299 (dal Klavierbüchlein für Anna Magdalena Bach) 'Dir, dir Jehova, will ich singen'.
- Ludwig van Beethoven nell'oratorio 'Cristo sul Monte degli Ulivi' (op. 85), usa varie volte la forma Jehova.
- Henry Purcell (compositore di musica barocca), Mottetto: Jehova, quam multi sunt hostes mei (Z 135).
- Lorenzo Perosi (compositore italiano). Ha composto numerose opere sacre tra cui il poema sinfonico-vocale "Mosè", 1901, la prima direzione fu di Arturo Toscanini) dove uno dei personaggi è La voce di Jehova (basso).
- Elvis Presley in If The Lord Wasn't Walking By My Side usa la forma Jehova.
- Bob Marley: usa Jah (forma contratta del nome) in numerose canzoni, come Jah Live, Forever Loving Jah, Satisfy My Soul Jah Jah e Jah Is Mighty.
- U2, "Yahweh" canzone tratta dall'album How to dismantle an atomic bomb (2004).
- Needtobreathe nella canzone Signature of Divine (Yahweh) tratta dall'album The Heat (2007)

### Nel cinema
- Indiana Jones e l'ultima crociata (1989)

Indiana Jones deve attraversare una stanza col pavimento fatto di piastre, che nascondono trappole, contraddistinte da lettere. Avanzare sulla lettera sbagliata farebbe scattare una trappola mortale. Un antico manoscritto latino offre un indizio per l'attraversamento sicuro: deve camminare sulle piastre le cui lettere in sequenza formano il "nome di Dio". A questo punto più volte si chiede: "Il Nome di Dio, il Nome di Dio", quindi esclama: "Geova". Tuttavia la differenza tra la trascrizione inglese "Jehovah" e quella latina, "Iehovah", mette a repentaglio la sua vita.
- Una settimana da Dio (2003)

Jim Carrey giornalista sfortunato, dopo aver pregato Dio per la sua situazione stagnante, incontra Morgan Freeman nella parte di Dio il quale gli concede i suoi poteri. A un certo punto nella sua mente si affollano migliaia di voci. Spiazzato, si rivolge a Dio il quale lo informa che altro non sono che le preghiere della gente e che lui, Bruce, ha i poteri per poter risolvere il problema. Dopo alcuni tentativi Bruce decide di convogliarle in una casella di posta elettronica. A questo punto la scena inquadra il monitor sul quale appare il nome del sito che è "Yahweh" cioè il Nome divino in inglese. Degno di nota è che si crea un gioco di parole con il famoso motore di ricerca "Yahoo" che è il modo inglese di scrivere ciò che si pronuncia Yahù che è il Nome divino usato nell'antico Egitto.
- Notorious B.I.G. (2009)

Durante una scena iniziale del film, viene pronunciato il nome Geova da parte del protagonista nei panni del rapper The Notorious B.I.G.
- Risorto (2016) Si fa ampio uso del nome Jahvé per indicare il Dio degli ebrei sia da parte giudaica sia romana.
- Batman v Superman: Dawn of Justice (2016) Nella conversazione avuta tra Lex Luthor e Superman sul tetto della LexCorp, Luthor menziona, tra altre divinità, il nome divino, Geova.
- L'uomo nell'alto castello (serie televisiva)

Nella Terza Stagione (2018), nell'episodio "Jahr Null", al minuto 30:32, Hawthorne Abendsen, rinchiuso in cella, comincia a delirare citando poesie, canzonette ed infine un brano del Salmo 91:9 dove diceva "Geova è il mio rifugio".

### Riferimenti
1. ↑   Online Etymology Dictionary, su etymonline.com.
2. ↑   Hans Küng, Dio esiste?, Roma, Fazi editore, 2012,  p. 831, ISBN 978-88-6411-256-5.
3. ↑   G. Johannes Botterweck e Helmer Ringgren, Theological Dictionary of the Old Testament, Wm. B. Eerdmans Publishing, 1977,  p. 112, ISBN 978-0-8028-2327-4.
4. ↑   Norbert Samuelson, Jewish Philosophy: An Historical Introduction, A&C Black, 2006,  p. 42, ISBN 978-0-8264-9244-9.
5. 1 2 3 4 5 6   Douglas A. Knight e Levine, Amy-Jill, The Meaning of the Bible: What the Jewish Scriptures and Christian Old Testament Can Teach Us, 1st ed., New York, HarperOne, 2011,  pp. 142,, ISBN 0-06-209859-4.
6. ↑  Stanley S. Seidner, "HaShem: Uses through the Ages." Unpublished paper, Rabbinical Society Seminar, Los Angeles, CA, 1987.
7. 1 2 3 4 5 6   G Parke-Taylor, Yahweh: the divine name in the Bible, Wilfrid Laurier Univ. Press, 1975,  p. 79, ISBN 978-0-88920-013-5.
8. 1 2  Encyclopaedia Britannica: "Yahweh"
9. ↑   Hans Küng, Dio esiste? Risposta al problema di Dio nell'età moderna, pp.691,692, Milano, Arnoldo Mondadori Editore, 1980, 2012.
10. 1 2   Il nome divino nelle Scritture Ebraiche, su jw.org. URL consultato il 4 aprile 2019.
11. 1 2   Máire Byrne, The Names of God in Judaism, Christianity, and Islam: A Basis for Interfaith Dialogue, Bloomsbury Publishing, 2011,  p. 18, ISBN 978-1-4411-6341-7.
12. 1 2  The New Schaff-Herzog Encyclopedia of Religious Knowledge, Vol. XII: "Yahweh"
13. 1 2  Strong's H1961
14. 1 2   G.H. Parke-Taylor, Yahweh: The Divine Name in the Bible, Wilfrid Laurier Univ. Press, 2006,  pp. 57-62, ISBN 978-0-88920-652-6.
15. ↑  G. Johannes Botterweck, Helmer Ringgren, Heinz-Josef Fabry (a cura di), Theological Dictionary of the Old Testament (Eerdmans 1977), vol. V, p. 513
16. 1 2  The New Brown–Driver–Briggs-Gesenius Hebrew and English Lexicon With an Appendix Containing the Biblical Aramaic di Frances Brown, con la collaborazione di S.R. Driver e Charles Briggs (1907), p. 217segg. (voce יהוה elencata sotto la radice הוה).
17. 1 2   Charles Gianotti, The Meaning of the Divine Name YHWH, in Vital Old Testament Issues, Michigan, Zondervan, 1996,  p. 28, ISBN 0-8254-4073-4.
18. ↑   Esodo 3:14, su La Parola - La Sacra Bibbia in italiano in Internet.
19. 1 2  (EN) New World Translation of the Holy Scriptures (2013 Revision), NY, Stati Uniti, Watch Tower Bible and Tract Society of Pennsylvania., 2013,  p. 1735.
20. ↑  (EN) Emphasized Bible, Alex Markley's PHPScripture. URL consultato il 31 luglio 2015 (archiviato dall'url originale il 4 marzo 2016).
21. 1 2 3   Names Of God, su jewishencyclopedia.com. URL consultato il 25 luglio 2015.
22. ↑  (EN) William Foxwell Albright, From the Stone Age to Christianity: Monotheism and the Historical Process, NY, Doubleday, 1957,  p. 259, ISBN 978-1-59244-339-0.
23. ↑  William H. Brownlee, "The Ineffable Name of God", in Bulletin of American Schools of Oriental Research, n. 226 (aprile 1977), p. 39
24. ↑  Frank Moore Cross, Canaanite Myth and Hebrew Epic: Essays in the History of the Religion of Israel (Harvard University Press 2009), p. 65
25. 1 2  Karel van der Toorn, Bob Becking, Pieter Willem van der Horst, Dictionary of Deities and Demons in the Bible (Eerdmans 1999), p. 915
26. ↑  Mark Paul Arnold, "Revealing the Name: An Investigation of the Divine Character through a Conversation Analysis of the Dialogues between God and Moses in the Book of Exodus" (University of Gloucestertshire 1915), pp. 26–27, 38–39
27. 1 2  Hans Küng, Dio esiste, pp. 691, 692 paragrafo "L'unico Dio con un nome", (R. Paper & Co. Verlag, Monaco 1978), Mondadori, Milano 1979. (Nuova edizione: Fazi editore, Roma 2012, ISBN 978-88-6411-256-5)
28. ↑   G. Johannes Botterweck, Helmer Ringgren, Heinz-Josef Fabry, Theological Dictionary of the Old Testament, V, Eerdmans, 1977,  p. 513, ISBN 978-0-88920-652-6. URL consultato il 4 aprile 2019.
29. 1 2  Hans Kosmala (a cura di), Studies, Essays and Reviews: Old Testament (BRILL 1978), pp. 2–3
30. 1 2  G.H. Parke-Taylor, Yahweh: The Divine Name in the Bible (Wilfrid Laurier Univ. Press 2006), p. 99
31. ↑  Michael S. Heiser, "YHWH"
32. ↑  John I. Durham, Exodus, Volume 3 (Zondervan Academic 2018
33. ↑  Thomas Römer, The Invention of God (Harvard University Press 2015)
34. ↑  Jürgen van Oorschot, Markus Witte, The Origins of Yahwism (Walter de Gruyter 2017)
35. ↑   Barry J. Beitzel, "Exodus 3:14 and the Divine Name: A case of Biblical paronomasia" in Trinity Journal 1 NS (1980), p. 17 (PDF), su faculty.gordon.edu. URL consultato il 10 aprile 2019 (archiviato dall'url originale il 20 novembre 2018).
36. ↑  (EN) Crawford Howell Toyurl, Ludwig Blau, Tetragrammaton, su jewish encyclopedia.com, Jewish Encyclopedia, 1901-1906. URL consultato il 24 luglio 2015.a, b
37. 1 2  Si veda commentario su laparola.net.
38. ↑  Si veda Das Prinzip Hoffnung III a p. 1457.
39. ↑   Esodo 3:14, su La Parola - La Sacra Bibbia in italiano in Internet.
40. ↑  Esodo 3:14 WLC;VULGATE - וַיֹּ֤אמֶר אֱלֹהִים֙ - Bible Gateway
41. ↑  Das Prinzip Hoffnung III, p. 1457.
42. ↑   Hans Kung, Dio esiste? Risposta al problema di Dio nell'età moderna, pag. 692, citazione del teologo su Bloch, Milano, Arnoldo Mondadori Editore, 1980.
43. ↑  Si veda s.v. "Yahweh", nell'Enciclopedia Italiana Treccani, consultabile anche sul sito treccani.it
44. ↑  Il 60 era la base dell'aritmetica babilonese (come per noi il 10) e perciò era attribuito al capo degli dei, mentre i valori successivi si riducevano secondo l'importanza della divinità. Cfr. W. Röllig, "Götterzahlen", Reallexikon der Assyriologie, III (1957-1971), p. 500. I valori erano scelti in modo che i loro rapporti definissero le armonie musicali, interpretando il numero come una lunghezza sulla corda del liuto. Cfr. Richard Dumbrill,GÖTTERZAHLEN AND SCALE STRUCTURE.
45. ↑  Israel Knohl, The Original Version of the Priestly Creation Account and the Religious Significance of Number Eight in the Bible, pp. 20-21
46. ↑  Fra gli innumerevoli articoli su questa tematica si veda per esempio: Casper Labuschagne, “Significant Compositional Techniques in the Psalms: Evidence for the Use of Numbers as an Organizing Principle,” Vetus Testamentum 59 (2009), pp. 583-605.
47. ↑  Gershom Scholem, La Kabbalah e il suo simbolismo, trad. di Anna Solmi, Torino: Einaudi, 1980, s.v.
48. 1 2 3 4  In קל"ח פתחי חכמה di Rabbi Moshe Chaim Luzzato, Introduzione #31; trad. (EN)  nel libro 138 Openings of Wisdom di Rabbi Avraham Greenbaum, 2008, consultabile anche su breslev.co.il URL consultato 30 luglio 2015.
49. ↑  Dion Fortune, The Mystical Qabalah, Capitolo XVIII, p. 25.
50. ↑  Corinne Morel, Dizionario dei simboli, dei miti e delle credenze, Firenze, Giunti Editore, 2006, p. 836 & passim.
51. ↑  Clément d'Alexandrie, Les Stromates, Parigi, Cerf, 1981, Sources chrétiennes, vol. 278, p. 80, libro V, tomo I, capitolo 6, 34,5-6: si pronuncia Ιαουε, che si traduce "Colui che è e sarà". D'altronde, anche presso i Greci il nome θεός [Dio] ha quattro lettere. (Ιαουε nella traduzione inglese è reso con Jave: The Writings of Clement of Alexandria, Edimburgo, T & T Clark, 1869, Ante-Nicene Christian Library, vol. II, p. 241).
52. ↑   Es 3, su La Parola - La Sacra Bibbia in italiano in Internet.
53. ↑  Biblical Archaeological Review, 21:2 (marzo-aprile 1995, citata in The Watchtower, 1º febbraio 1999
54. ↑  George Wesley Buchanan, "The Tower of Siloam" in The Expository Times, vol. 115, n. 2 (novembre 2003), pp. 40, 41), nota 19
55. 1 2 3  Si vedano le pagine 128 e 236 del libro "Who Were the Early Israelites?" dell'archeologo William G. Dever, William B. Eerdmans Publishing Co., Grand Rapids, Michigan, 2003.
56. 1 2  (EN) Karel van Der Toorn, Bob Becking e Pieter W. van der Horst, Dictionary Of Deities And Demons In The Bible, su archive.org, 2ª ed. (riveduta e corretta), Brill; Wiliam B. Eerdman Publihing Company, 1999,  p. 911, OCLC 1005995268. URL consultato il 9 maggio 2019 (archiviato il 3 maggio 2019).
57. ↑  Flavio Giuseppe, Guerre giudaiche, V:235.
58. ↑  Thomas O. Lambdin, Introduction to Biblical Hebrew, Londra: Charles Scribner's Sons, 1971.
59. 1 2 3  Shva o, nell'ebraico biblico, Sh'wa (שְׁוָא) è un segno di vocale ebraica niqqud rappresentato da due punti verticali "ְ" sotto ad una lettera. In ebraico moderno indica sia il fonema /e/ sia l'assenza completa di una vocale (Ø - "zero": elemento fonologicamente nullo).
60. ↑  Prefazione della New American Standard Bible.
61. ↑  Pugio fidei di Raimondo Martí, scritto nel 1270 circa.
62. ↑  Decas exercitationum philologicarum de vera pronuntiatione nominis Jehova - Di Joannes Drusius, Sixtinus Amama, Louis Cappel, Johann Buxtorf, Jacob Alting, Nicholas Fuller, Thomas Gataker, Johannes Leusden - 1707
63. ↑  "Commento in tutti i libri del vecchio e nuovo testamento, dalla hebraica... - Antonio Brucioli - 1546".
64. ↑  "La bibbia, che si chiama il vecchio testamento... (e il) nuovo testamento riveduto e corretto secondo la verita del testo greco - 1561".
65. ↑  "Opere Spirituali: Distribuite in due Tomi, come nella seguente, Volume 1 - Di Pietro Ansalone - 1721".
66. ↑  Bruce M. Metzger per il comitato New Revised Standard Version Committee: "To the Reader (Al lettore)", p. 5.
67. ↑  (EN) Emil G. Hirsch, Jehovah, su Jewish encyclopedia, Jewish encyclopedia.com, 1901-1906. URL consultato il 4 agosto 2011.
68. ↑  A Hebrew and English Lexicon of the Old Testament with an appendix containing the Biblical Aramaic, scritto da Francis Brown, Samuel Rolles Driver & Charles Augustus Briggs, basato sul lexicon ebraico di Wilhelm Gesenius tradotto da Edward Robinson, Oxford: The Clarendon Press, 1906, s. 218.
69. 1 2  Paul Joüon & T. Muraoka, A Grammar of Biblical Hebrew (Subsidia Biblica), "Part One: Orthography and Phonetics", Roma: Editrice Pontificio Istituto Biblico, 1996. ISBN 978-88-7653-595-6. Citazione dalla Sezione 16(f)(1): "Il Qre è יְהֹוָה il Signore, mentre il Ktiv è probabilmente(1) יַהְוֶה (secondo testimoni antichi)." "Nota 1: Nella nostra traduzione abbiamo usato Yahweh, una forma largamente accettata da studiosi, invece del tradizionale Jehovah"
70. ↑   Esodo 3, su La Parola - La Sacra Bibbia in italiano in Internet.
71. ↑  "Clemente e la fonetizzazione del tetragramma", su testimonidigeova.net
72. ↑  Si veda ad esempio George Buchanan "How God's Name Was Pronunced", Biblical Archeology Review, marzo 1995 o André Caquot in Storia dell'Ebraismo, H.C. Puech, p. 35.
73. ↑  Franz Delitzsch, nella Jewish Encyclopedia.
74. ↑  Smith's Bible Dictionary (1863/1884) di William Smith; anche A Dictionary Of The Bible: Teacher's Edition di William Smith, rivisto e modificato da F.N. Rev e M.A. Peloubet - pubblicato da John C. Winston Company, 1884.
75. ↑   AnsonLetter.htm, su members.fortunecity.com. URL consultato il 26 luglio 2015 (archiviato dall'url originale il 2 dicembre 2011).
76. ↑   "Smith's 1863 A Dictionary of the Bible" (JPG), su img.villagephotos.com. URL consultato il 31 luglio 2015 (archiviato dall'url originale il 13 marzo 2016).
77. ↑  The Analytical Hebrew & Chaldee Lexicon di Benjamin Davidson. ISBN 0-913573-03-5.
78. 1 2 3 4 5 6 7 8 9 10 11 12 13  George Foot Moore, 311 "Jehovah", su Encyclopædia Britannica, Volume 15, curato da Hugh Chisholm (11ª ed.), 1911.
79. ↑  (EN) Andre Lemaire, "House of David" Restored in Moabite Inscription, in Biblical Archaeology Review, vol. 20, n. 03, Biblical Archaeology Society, maggio-giugno 1994.
80. ↑  Tradotto da: P. Muchowski, Rękopisy znad Morza Martwego. Qumran – Wadi Murabba‘at – Masada, Kraków 1996, pp. 31.
81. ↑  E. Tov, Scribal practices and approache's reflected in the texts found in the Judean Desert Leiden, Brill 2004 p. 206.
82. ↑  (EN) Kristin De Troyer, Lectio difficilior: The Names of God. Their Pronunciation and Their Translation, 2005, ISSN 1661-3317 (WC · ACNP). URL consultato il 28 luglio 2015.
83. ↑   Levitico 26:2-16, su La Parola - La Sacra Bibbia in italiano in Internet.
84. ↑   Michael H. Silverman, Hebrew Name-Types in the Elephantine Documents, in Orientalia, vol. 39, n. 4, 1970,  p. 468.
85. ↑  Bezalel Porten, Archives from Elephantine: The life of an ancient Jewish military colony, 1968, University of California Press, pp. 105, 106.
86. ↑  Stern M., Greek and Latin Authors on Jews and Judaism (1974-84) 1:172; Schafer P., Judeophobia: Attitudes toward the Jews in the Ancient World (1997) 232; Cowley A., Aramaic Papyri of the 5th century (1923); Kraeling E.G., The Brooklyn Museum Aramaic Papyri: New Documents of the 5th century BCE from the Jewish Colony at Elephantine (1953)
87. ↑  Macrobio, Saturnalia I, XVIII, 20
88. ↑  The Dead Sea Scrolls - B-277262
89. ↑  The Dead Sea Scrolls - B-278363
90. ↑  Digital Dead Sea Scrolls at the Israel Museum, Jerusalem - Community Rule Scroll
91. ↑  The Dead Sea Scrolls - B-277254
92. ↑  The Dead Sea Scrolls - B-298706
93. ↑  The discovery of the Dead Sea Scrolls have had dramatic implications for the study of Jewish history, providing scholars with a large and diverse (mostly religious) literary corpus from the Hellenistic-Roman Period.
94. ↑  Digital Dead Sea Scrolls at the Israel Museum, Jerusalem - Commentary on Habakkuk
95. ↑  The Dead Sea Scrolls - B-278426
96. ↑  The Dead Sea Scrolls - B-288404
97. ↑  The Dead Sea Scrolls - B-277302
98. ↑  The Dead Sea Scrolls - B-280209
99. ↑  The Dead Sea Scrolls - B-299918
100. ↑  The Dead Sea Scrolls - 4Q Multiple Compositions
101. ↑  The Dead Sea Scrolls - B-284853
102. ↑  The Dead Sea Scrolls - 4Q Reworked Pentateuch A
103. ↑  The Dead Sea Scrolls - 4Q papTobit
104. ↑  The Dead Sea Scrolls - B-284014
105. ↑  The Dead Sea Scrolls - 4Q papPesher Isaiah C
106. ↑  The Dead Sea Scrolls - B-284694
107. ↑  The Dead Sea Scrolls - B-284277
108. ↑  The Dead Sea Scrolls - B-299230
109. ↑  The Dead Sea Scrolls - B-295766
110. ↑  The Dead Sea Scrolls - B-284297
111. ↑  The Dead Sea Scrolls - 4Q Multiple Compositions
112. ↑  The Dead Sea Scrolls - B-300013
113. ↑  The Dead Sea Scrolls - 4Q Eschatological Commentary B
114. ↑  The Dead Sea Scrolls - 4Q papPseudo-Ezekiel
115. ↑  The Dead Sea Scrolls - 4Q Isaiah
116. ↑  The Dead Sea Scrolls - 4Q Testament of Naphtali
117. ↑  The Dead Sea Scrolls - B-288554
118. ↑  The Dead Sea Scrolls - 4Q Isaiah
119. ↑  The Dead Sea Scrolls - 4Q Jubilees
120. ↑  The Dead Sea Scrolls - 4Q Temple Scroll
121. ↑  The Dead Sea Scrolls - 4Q Pesher Psalms A
122. ↑  The Dead Sea Scrolls - 4Q pseudo-Jubilees
123. ↑  The Dead Sea Scrolls - B-285319
124. ↑  The Dead Sea Scrolls - 4Q Multiple Compositions
125. ↑  Lista completa: A. Sanders, The Psalms Scroll of Qumran Cave 11 (11QPsa), serie Discoveries of the Judaean Desert of Jordan IV, pp. 9.
126. ↑  The Dead Sea Scrolls - 11Q Psalms
127. ↑  The Dead Sea Scrolls - 4Q Apocryphal Pentateuch B
128. ↑  The Dead Sea Scrolls - 4Q papParaphrase of Kings
129. ↑  The Dead Sea Scrolls - 2Q Jeremiah
130. ↑  The Dead Sea Scrolls - B-285346
131. ↑  The Dead Sea Scrolls - 11Q Temple Scroll(?)
132. ↑  The Dead Sea Scrolls - B-285324
133. ↑  B. Alfrink, La prononciation 'Jehova' du tétragramme, O.T.S. V (1948) pp. 43-62.
134. ↑  K. Preisendanz, Papyri Graecae Magicae, Leipzig-Berlin, I, 1928 e II, 1931.
135. 1 2   Importance of the Name, in Insight on the Scriptures, vol. 2, Watchtower Bible and Tract Society of Pennsylvania, 1988,  p. 8.
136. ↑  (EN) C. D. Ginsburg, The Massorah. Translated into English with a critical and exegetical commentary, IV,  p. § 115.
137. ↑   Dr. E.W. Bullinger, The Companion Bible, 1921. Appendice 32 da The Companion Bible.
138. ↑  (EN) Steven Ortlepp, Pronunciation of the Tetragrammaton: A Historico-Linguistic Approach, 2010,  p. 60, ISBN 978-1-4452-7220-7.
139. ↑  C. D. Ginsburg, Introduction to the Massoretico-Critical Edition of the Hebrew Bible, Londra, 1897, s. 368, 369. Questi posti sono elencati in: C.D. Ginsburg, The Massorah. Compiled from manuscripts, vol I, p. 26, § 116.
140. ↑   Zaccaria 9:4, su La Parola - La Sacra Bibbia in italiano in Internet.
141. ↑   Il nome divino in antiche versioni greche, Traduzione del Nuovo Mondo con riferimenti, watchtower bible and tract society,  pp. 1564-1566.
142. ↑  G. Lisowsky, Konkordanz zum hebräischen Alten Testament, Stuttgart 1958, p. 1612. Per informazioni di base sulla forma Jāh, si veda L. Koehler, W. Baumgartner, J.J. Stamm, Wielki słownik hebrajsko-polski i aramejsko-polski Starego Testamentu (Great Dictionary of the Hebrew-Aramaic-Polish and Polish Old Testament), Warszawa 2008, vol. 1, p. 327, codice Nr. 3514.
143. ↑   Esodo 15:2;17:16, su La Parola - La Sacra Bibbia in italiano in Internet.
144. ↑   Isaia 12:2;26:4, su La Parola - La Sacra Bibbia in italiano in Internet.
145. ↑   Isaia 38:11, su La Parola - La Sacra Bibbia in italiano in Internet.
146. ↑   Cantico dei cantici 8:6, su La Parola - La Sacra Bibbia in italiano in Internet.
147. ↑   Apocalisse 19:1–6, su La Parola - La Sacra Bibbia in italiano in Internet.
148. ↑  A. Tronina, P. Walewski, Biblijne nazwy osobowe i topograficzne. Słownik etymologiczny, (Biblical personal names and topographical etymological dictionary) Częstochowa 2009, p. 109.
149. ↑  G. Buchanan, Studies in Hebrew proper names, Londra, 1896, p. 163.
150. ↑   Genesi 2:4, su La Parola - La Sacra Bibbia in italiano in Internet.
151. ↑   The Bible translator, vol. 56, United Bible Societies, 2005,  p. 71.;  Nelson's expository dictionary of the Old Testament, Merrill Frederick Unger, William White, 1980,  p. 229.
152. ↑  The Name of Jehovah in the Book of Esther, Appendice 60, Companion Bible.
153. ↑   Salmi 96:11, su La Parola - La Sacra Bibbia in italiano in Internet.
154. ↑  96:11 תהילים (The Westminster Leningrad Codex).
155. ↑  E. Jenni, C. Westermann, Theological Lexicon of the Old Testament, Hendrickson Publishers 1997, p. 685.
156. ↑   Genesi 2:4, su La Parola - La Sacra Bibbia in italiano in Internet.
157. ↑   Genesis 2:4 in the Unicode/XML Leningrad Codex, su tanach.us. URL consultato il 27 luglio 2015.
158. ↑   Genesi 3:14, su La Parola - La Sacra Bibbia in italiano in Internet.
159. ↑   Genesis 3:14 in the Unicode/XML Leningrad Codex, su tanach.us. URL consultato il 27 luglio 2015.
160. ↑   Giudici 16:28, su La Parola - La Sacra Bibbia in italiano in Internet.
161. ↑   Judges 16:28 in the Unicode/XML Leningrad Codex, su tanach.us. URL consultato il 27 luglio 2015.
162. ↑   Genesi 15:2, su La Parola - La Sacra Bibbia in italiano in Internet.
163. ↑   Genesis 15:2 in the Unicode/XML Leningrad Codex, su tanach.us. URL consultato il 27 luglio 2015.
164. ↑   1Re 2:26, su La Parola - La Sacra Bibbia in italiano in Internet.
165. ↑   1 Kings 2:26 in the Unicode/XML Leningrad Codex, su tanach.us. URL consultato il 27 luglio 2015.
166. ↑   Ezechiele 24:24, su La Parola - La Sacra Bibbia in italiano in Internet.
167. ↑   Ezekiel 24:24 in the Unicode/XML Leningrad Codex, su tanach.us. URL consultato il 27 luglio 2015.
168. ↑  (EN) T. Muraoka, A Greek-Hebrew/Aramaic Two-way Index to the Septuagint, Peeters Publishers 2010, 2010,  p. 72.
169. ↑  (EN) T. Muraoka, A Greek-Hebrew/Aramaic Two-way Index to the Septuagint, Peeters Publishers 2010, 2010,  p. 56.
170. ↑  (EN) :E. Hatch, H.A. Redpath, A Concordance to the Septuagint: And the Other Greek Versions of the Old Testament (Including the Apocryphal Books), I, 1975,  pp. 630-648.
171. ↑  2 Maccabei 1:8 ecc.
172. ↑  Sapienza 1:1, 7, 9 ecc.
173. ↑  Bruce M. Metzger, Manuscripts of the Greek Bible: An Introduction to Palaeography (Oxford University Press 1991), pp. 33−34
174. ↑  W.G. Waddell, The Tetragrammaton in the LXX, in Journal of Theological Studies, vol. 45, 1944, pp.158-161.
175. 1 2 3   Ernst Wurthwein e Alexander Achilles Fischer, The Text of the Old Testament: An Introduction to the Biblia Hebraica, Eerdmans, 2014,  p. 105.
176. ↑  (EN) Sidney Jellicoe, The Septuagint and Modern Study, Eisenbrauns, 1968,  pp. 271-2, ISBN 0-931464-00-5.
177. 1 2  (EN) Paul Kahle, The Cairo Geniza, Oxford, Basil Blackwell, 1959,  p. 222, ISBN 0-7581-6245-6.
178. ↑  Larry Hurtado, "The Divine Name in Second-Temple Jewish Biblical Texts" (8 maggio 2019)
179. 1 2  Sean M. McDonough, YHWH at Patmos (Mohr Siebeck 1999), p. 60 ISBN 978-3-16-147055-4
180. ↑  Sidney Jellicoe, The Septuagint and Modern Study (Eisenbrauns 1968, p. 271 ISBN 978-0-931464-00-3
181. 1 2  Eugen J. Pentiuc, The Old Testament in Eastern Orthodox Tradition, Oxford University Press, 2014, p. 77, ISBN 978-0-19-533123-3.
182. ↑  Emanuel Tov, Scribal Practices and Approaches Reflected in the Texts Found in the Judean Desert (BRILL 2004), pp. 303–315
183. ↑  V. Estratto da Larry W. Hurtado,  The Earliest Christian Artifacts (Eerdmans 2006), Appendice I
184. ↑  Mogens Müller, The First Bible of the Church (A&C Black 1996, p. 118 ISBN 978-1-85075-571-5
185. ↑  Martin Hengel, Septuagint As Christian Scripture (A&C Black 2004), p. 8
186. ↑  Martin Rösel, "The Reading and Translation of the Divine Name in the Masoretic Tradition and the Greek Pentateuch" in Journal for the Study of the Old Testament, vol. 31, n. 4 (giugno 2007), p. 411
187. ↑  Albert Pietersma, "Kyrios or Tetragram: A Renewed Quest for the Original LXX" in Albert Pietersma e Claude E. Cox (a cura di), De Septuaginta: Studies in Honour of John William Wevers on His Sixty-Fifth Birthday (Benben Publications, 1984), p. 93
188. ↑  Lincoln H. Blumell, "Early Christian Biblical Remains" in Paul M. Blowers e Peter W. Martens (a cura di), The Oxford Handbook of Early Christian Biblical Interpretation (Oxford University Press 2019), p. 8
189. ↑  Mª Vª Spottorno y Díaz Caro, "The Divine Name in Ezekiel Papyrus 967" in Natalio Fernández Marcos (a cura di), La Septuaginta en la Investigación Contemporánea (V Congreso de la IOSCS) (Editorial Consejo Superior de Investigaciones Scientíficas, 1985), pp. 213, 216–217
190. ↑  David B. Capes, The Divine Christ (Acadia Studies in Bible and Theology): Paul, the Lord Jesus, and the Scriptures of Israel (Baker Books 2018)
191. ↑  David B. Capes, "YHWH Texts and Monotheism in Paul's Christology" in Loren T. Stuckenbruck, Wendy E. Sproston North (editors), Early Christian and Jewish Monotheism (A&C Black 2004), p. 123
192. ↑  Eugene Ulrich, The Dead Sea Scrolls and the Developmental Composition of the Bible (BRILL 2015), p. 154
193. ↑  Patrick W. Skehan, "The Divine Name at Qumran in the Masada Scroll and in the Septuagint" in Bulletin of the International Organization for Septuagint and Cognate Studies (BIOSCS), vol. 13, p. 38
194. ↑  Standard Bible Encyclopedia: "God, Names of"
195. 1 2 3  Walter A. Elwell, Robert W.so Yarbrough, Encountering the New Testament (Encountering Biblical Studies): A Historical and Theological Survey (Baker Academic 2013)
196. ↑  Bible Hub 2316.theos
197. ↑  Bible Hub 2962.kurios
198. ↑   Apocalisse 19:1–6, su La Parola - La Sacra Bibbia in italiano in Internet.
199. ↑  (EN) George Howard, The Tetragram and the New Testament (PDF), in Journal of Biblical Literature, vol. 96, n. 1, The Society of Biblical Literature, marzo 1977,  pp. 63-83.
200. 1 2  (EN) George Howard, The Tetragram and the New Testament (PDF), in Journal of Biblical Literature, vol. 96, n. 1, The Society of Biblical Literature, marzo 1977,  p. 77.
201. ↑  Didier Fontaine, "English Review of F. Shaw, The Earliest Non-Mystical Jewish Use of Ιαω (2014)", p. 11
202. ↑  Robert J. Wilkinson, Tetragrammaton: Western Christians and the Hebrew Name of God: From the Beginnings to the Seventeenth Century (BRILL 2015), p. 92
203. ↑  Evangelho segundo Matityah_Shem Tov
204. ↑  Petri Luomanen, Recovering Jewish-Christian Sects and Gospels (BRILL 2011), p. 3
205. ↑  Hebrew Gospel of Matthew or Even Bohan: The Gospel of Matthew according to a Primitive Hebrew 2nd edition (Mercer University Press 1987)
206. ↑  B.D. Eerdmans, "The Name Jahu", O.T.S. V (1948) 1-29.
207. ↑  Anthony John Maas. "Jehovah (Yahweh)" in The Catholic encyclopedia; an international work of reference on the constitution, doctrine, discipline, and history of the Catholic Church. Special edition, under the auspices of The Knights of Columbus Catholic Truth Committee. Edited by Charles G. Herbermann [and others] Published 1907 by The Encyclopedia Press in New York.
208. ↑  "Tra gli ebrei Mosè riferiva le sue leggi al dio che viene invocato come Iao (Gr. Ἰαώ)." (Diodoro Siculo, Bibliotheca Historica I, 94:2)
209. ↑  Ireneo, "Adversus haereses", II, xxxv, 3, in P. G., VII, col. 840.
210. ↑  Ireneo, "Adversus haereses", I, iv, 1, in P.G., VII, col. 481.
211. ↑  Clemente, "Stromata", V, 6, in P.G., IX, col. 60.
212. ↑  Eusebio, Praeparatio Evangelica I, ix, in P.G., XXI, col. 72 A; e anche ibid. X, ix, in P.G., XXI, col. 808 B.
213. ↑  Epifanio, Panarion, I, iii, 40, in P.G., XLI, col. 685
214. ↑  Teodoreto, "Ex. quaest.", xv, in P. G., LXXX, col. 244 e "Haeret. Fab.", V, iii, in P. G., LXXXIII, col. 460
215. ↑   Esodo 3:14, su La Parola - La Sacra Bibbia in italiano in Internet.
216. ↑  cfr. Lamy, "La science catholique", 1891, p. 196.
217. ↑  Girolamo, "Ep. xxv ad Marcellam", in P. L., XXII, col. 429.
218. 1 2 3  Joshua Bloch, "The Authorship of the Peshitta", The American Journal of Semitic Languages and Literatures, Vol. 35, No. 4, luglio 1919
219. ↑  Adam Kamesar, Jerome, Greek Scholarship, and the Hebrew Bible: A Study of the Quaestiones Hebraicae in Genesim, Clarendon Press, Oxford, 1993, p. 97. ISBN 978-0-19-814727-5.
220. ↑  Clifford Hubert Durousseau, "Yah: A Name of God" in Jewish Bible Quarterly, Vol. 42, No. 1, gennaio-marzo 2014; idem su "Questia" Archiviato il 6 giugno 2019 in Internet Archive..
221. ↑   Esodo 3:15, su La Parola - La Sacra Bibbia in italiano in Internet.
222. ↑  Kristin De Troyer The Names of God, Their Pronunciation and Their Translation, – lectio difficilior 2/2005.
223. ↑  (EN) Patrick D. Miller, The Religion of Ancient Israel, Westminster John Knox Press, 2000, ISBN 978-0-664-22145-4.
224. ↑   Levitico 24:15-16, su La Parola - La Sacra Bibbia in italiano in Internet.
225. ↑  Maimonide, Mishneh Torah, "Leggi della Preghiera e delle Benedizioni Sacerdotali", Capitolo 14 .
226. ↑   Numeri 6:27, su La Parola - La Sacra Bibbia in italiano in Internet.
227. ↑   Numeri 6:22-27, su La Parola - La Sacra Bibbia in italiano in Internet.
228. ↑  Si veda per esempio Moshe Idel, Quabbalah. Nuove prospettive, Milano: Adelphi, 2010, pp. 123-24 e passim.
229. ↑  (EN) Judaism 101 on the Name of God, su jewfaq.org.
230. ↑  Si veda per esempio (EN) Saul Weiss e Joseph Dov Soloveitchik, Insights of Rabbi Joseph B. Soloveitchik, 2005,  p. 9, ISBN 978-0-7425-4469-7. e (EN) Minna Rozen, Jewish Identity and Society in the 17th century, 1992,  p. 67, ISBN 978-3-16-145770-8.
231. 1 2 3  Stanley S. Seidner,"HaShem: Uses through the Ages", saggio inedito, Rabbinical Society Seminar, Los Angeles, 1987.
232. ↑   Articolo di Marco Politi su Repubblica del 26 ottobre 2008, su ricerca.repubblica.it.
233. ↑  BibliaHebraica.org, "The Septuagint" Archiviato il 4 maggio 2010 in Internet Archive.
234. ↑  "An Orthodox Critique of English Translations of the Bible", su holy-trinity.org (liturgie).
235. ↑  Peter L'Huiller, "Some Remarks about Biblical and Liturgical Translations" (Orthodox Research Institute).
236. ↑  Donald Fairbarn, Eastern Orthodoxy through Western Eyes, Westminster John Knox Press, 2002, p. 34. ISBN 978-0-664-22497-4
237. ↑   Genesi 22:14, su La Parola - La Sacra Bibbia in italiano in Internet.
238. ↑  (EN) "The Septuagint"
239. ↑  Eugen J. Pentiuc. The Old Testament in Eastern Orthodox Tradition, Oxford University Press, 6 febbraio 2014, p. 77, . ISBN 978-0-19-533123-3
240. ↑  "Fatherhood of God" in The Encyclopedia of Eastern Orthodox Christianity, 2 Voll., curatore John Anthony McGuckin, Wiley, 2010, pp. 247-248. ISBN 978-1-4443-9254-8
241. ↑   Esodo 3:15, su La Parola - La Sacra Bibbia in italiano in Internet.
242. ↑  "Dixítque íterum Deus ad Móysen: «Hæc dices fíliis Israel: Iahveh (Qui est), Deus patrum vestrórum, Deus Abraham, Deus Isaac et Deus Iacob misit me ad vos; hoc nomen mihi est in ætérnum, et hoc memoriále meum in generatiónem et generatiónem" (Esodo 3:15).
243. ↑   Esodo 15:3, su La Parola - La Sacra Bibbia in italiano in Internet.
244. ↑  "Dominus quasi vir pugnator; Iahveh nomen eius!" (Esodo 15:3).
245. ↑   Esodo 17:15, su La Parola - La Sacra Bibbia in italiano in Internet.
246. ↑  "Aedificavitque Moyses altare et vocavit nomen eius Iahveh Nissi (Dominus vexillum meum)" (Esodo 17:15).
247. ↑   Esodo 3:15, su laparola.net.: "Dixítque íterum Deus ad Móysen: «Hæc dices fíliis Israel: Dominus, Deus patrum vestrórum, Deus Abraham, Deus Isaac et Deus Iacob misit me ad vos; hoc nomen mihi est in ætérnum, et hoc memoriále meum in generatiónem et generatiónem."
248. ↑   Esodo 15:3, su laparola.net.: "Dominus quasi vir pugnator; Dominus nomen eius!"
249. ↑   Esodo 17:15, su laparola.net.: "Aedificavitque Moyses altare et vocavit nomen eius Dominus Nissi (Dominus vexillum meum)".
250. 1 2  (EN) United States Conference of Catholic Bishops Committee on Divine Worship (PDF) (PDF), su ewtn.com. URL consultato il 31 luglio 2015.
251. ↑   Filippesi 2:9-11, su La Parola - La Sacra Bibbia in italiano in Internet.
252. ↑  (EN) Letter of the Congregation for Divine Worship and the Discipline of the Sacraments (PDF) (PDF), su liturgyoffice.org.uk. URL consultato il 31 luglio 2015.
253. ↑   "Letter to the Bishops Conferences on The Name of God" (in inglese), su adoremus.org. URL consultato il 29 maggio 2010 (archiviato dall'url originale il 13 settembre 2010).
254. ↑  S. David Sperling, Encyclopedia of Religion, vol. 7, New York, Macmillan, 2005, p. 3538; R.T.A. Murphy in The New Catholic Encyclopedia, vol. 7, New York, Gale, 2003, pp. 750-1;  Jahve, in Enciclopedia Italiana, Roma, Istituto dell'Enciclopedia Italiana..
255. ↑  Per esempio, The Bible, An American Translation del 1939, The Revised Standard Version del 1952, The Amplified Bible del 1965, The Jerusalem Bible del 1966. The New English Bible del 1970, The New American Bible parimenti del 1970.
256. ↑   Esdra 5,2, su La Parola - La Sacra Bibbia in italiano in Internet.
257. ↑  "/name/joshua «From the Hebrew name יְהוֹשֻׁעַ (Yehoshu'a) meaning "YAHWEH is salvation", from the roots יְהוֹ (yeho) referring to the Hebrew God and יָשַׁע (yasha') meaning "to save".»
258. ↑  Geova in Il Devoto-Oli 2012. Vocabolario della lingua italiana, a cura di Luca Serianni e Maurizio Trifone.
259. ↑   Esodo 6:3, su La Parola - La Sacra Bibbia in italiano in Internet.
260. ↑   Genesi 22:14, su La Parola - La Sacra Bibbia in italiano in Internet.
261. ↑   Esodo 3:15;6:3, su La Parola - La Sacra Bibbia in italiano in Internet.
262. ↑   Matteo 1:21, su La Parola - La Sacra Bibbia in italiano in Internet.
263. ↑   Genesi 22:14, su La Parola - La Sacra Bibbia in italiano in Internet.
264. ↑   Esodo 3:14;6:2,3, su La Parola - La Sacra Bibbia in italiano in Internet.
265. ↑   Gioele 3:12, su La Parola - La Sacra Bibbia in italiano in Internet.
266. ↑   Giona 4:10,11, su La Parola - La Sacra Bibbia in italiano in Internet.
267. ↑   Esodo 6:2-3, su La Parola - La Sacra Bibbia in italiano in Internet.
268. ↑   Geremia 1:6, su La Parola - La Sacra Bibbia in italiano in Internet.
269. ↑   Salmi 83:19, su La Parola - La Sacra Bibbia in italiano in Internet.
270. ↑   Esodo 6:3, su La Parola - La Sacra Bibbia in italiano in Internet.
271. ↑   Esodo 6:2,3,6,8, su La Parola - La Sacra Bibbia in italiano in Internet.
272. ↑   Isaia 1:24;3:1;10:33;26:4;40:10;51:22;61:1, su La Parola - La Sacra Bibbia in italiano in Internet.
273. ↑   Esodo 3:15;6:2, su La Parola - La Sacra Bibbia in italiano in Internet.
274. ↑   Salmi 83:19, su La Parola - La Sacra Bibbia in italiano in Internet.
275. ↑   Salmi 83:19, su La Parola - La Sacra Bibbia in italiano in Internet.
276. ↑   Luca 4:18, su La Parola - La Sacra Bibbia in italiano in Internet.
277. ↑   Isaia 61:1, su La Parola - La Sacra Bibbia in italiano in Internet.
278. ↑   Salmi 83:19, su La Parola - La Sacra Bibbia in italiano in Internet.
279. ↑   Esodo 3:14-15, su La Parola - La Sacra Bibbia in italiano in Internet.
280. ↑   Esodo 3:14,15, su La Parola - La Sacra Bibbia in italiano in Internet.
281. ↑   1Maccabei 3:18, su La Parola - La Sacra Bibbia in italiano in Internet.
282. ↑   Esodo 3:13, su La Parola - La Sacra Bibbia in italiano in Internet.
283. ↑   Isaia 42:8, su La Parola - La Sacra Bibbia in italiano in Internet.
284. ↑   Esodo 6:2-8, su La Parola - La Sacra Bibbia in italiano in Internet.
285. ↑  "Benedetto XVI manifesta al rabbino di Roma l'amore della Chiesa per gli ebrei"; si veda anche il successivo documento vaticano del 17 gennaio 2010: "VISITA ALLA COMUNITÀ EBRAICA DI ROMA: PAROLE DEL SANTO PADRE BENEDETTO XVI".
286. ↑  "Erri De Luca e la Bibbia" Archiviato il 6 marzo 2016 in Internet Archive., su mastrohora.it URL consultato 31 luglio 2015.
287. ↑  Per questa sezione si faccia anche riferimento alle rispettive voci enciclopediche elencate.
288. ↑   Santuario della Via Crucis di Cerveno BS, su camunity.it.
289. ↑  Il pendolo di Foucault di Umberto Eco - 1ª edizione Bompiani ottobre 1988
290. ↑  Indiana Jones e il Nome di Dio "Iehova"! - su YouTube
291. ↑  Bruce Almighty, su Internet Movie Database; cfr. anche "Submission to Oh, God" di Scott Holleran, su boxofficemojo.com